# Lista de asteroides (454001-455000)
Esta é uma lista parcial de asteroides, do asteroide número 454001 até o 455000, inclusive. Veja também o índice com todas as listas disponíveis.

| Objeto Próximos à Terra | Cinturão de asteroides (interno) | Cinturão de asteroides (externo) | Centauro       |
| Cruzador de Marte       | Cinturão de asteroides (meio)    | Troianos de Júpiter              | Transnetuniano |

Veja mais dados de cada asteroide na ligação externa para o Minor Planet Center na última coluna.
Índice: 454001... 454101... 454201... 454301... 454401... 454501... 454601... 454701... 454801... 454901... 

## 454001–454100
| Designação | Designação | Descoberta  | Descoberta    | Descobridor(es)     | Categoria | Mais informações / Referência |
| Permanente | Provisória | Data        | Local         | Descobridor(es)     | Categoria | Mais informações / Referência |
| ---------- | ---------- | ----------- | ------------- | ------------------- | --------- | ----------------------------- |
| 454001     | 2012 DT5   | 12 out 2010 | Mount Lemmon  | Mount Lemmon Survey | —         | MPC                           |
| 454002     | 2012 DU5   | 26 set 2009 | Mount Lemmon  | Mount Lemmon Survey | —         | MPC                           |
| 454003     | 2012 DH7   | 16 mar 2008 | Kitt Peak     | Spacewatch          | —         | MPC                           |
| 454004     | 2012 DD19  | 11 abr 2008 | Mount Lemmon  | Mount Lemmon Survey | —         | MPC                           |
| 454005     | 2012 DC24  | 25 set 2005 | Kitt Peak     | Spacewatch          | —         | MPC                           |
| 454006     | 2012 DD32  | 21 out 2009 | Mount Lemmon  | Mount Lemmon Survey | —         | MPC                           |
| 454007     | 2012 DQ33  | 8 fev 2007  | Kitt Peak     | Spacewatch          | —         | MPC                           |
| 454008     | 2012 DB34  | 19 jan 2012 | Kitt Peak     | Spacewatch          | —         | MPC                           |
| 454009     | 2012 DF35  | 14 set 2006 | Kitt Peak     | Spacewatch          | —         | MPC                           |
| 454010     | 2012 DL36  | 8 fev 2007  | Mount Lemmon  | Mount Lemmon Survey | —         | MPC                           |
| 454011     | 2012 DX39  | 23 nov 2006 | Kitt Peak     | Spacewatch          | —         | MPC                           |
| 454012     | 2012 DW40  | 21 dez 2006 | Mount Lemmon  | Mount Lemmon Survey | —         | MPC                           |
| 454013     | 2012 DZ41  | 13 nov 2010 | Mount Lemmon  | Mount Lemmon Survey | —         | MPC                           |
| 454014     | 2012 DO44  | 20 set 2009 | Mount Lemmon  | Mount Lemmon Survey | —         | MPC                           |
| 454015     | 2012 DA45  | 28 set 2009 | Kitt Peak     | Spacewatch          | —         | MPC                           |
| 454016     | 2012 DG45  | 25 fev 2012 | Kitt Peak     | Spacewatch          | —         | MPC                           |
| 454017     | 2012 DW53  | 18 set 2010 | Mount Lemmon  | Mount Lemmon Survey | —         | MPC                           |
| 454018     | 2012 DO61  | 29 jan 2012 | Kitt Peak     | Spacewatch          | —         | MPC                           |
| 454019     | 2012 DC63  | 15 ago 2009 | Kitt Peak     | Spacewatch          | Brangane  | MPC                           |
| 454020     | 2012 DM68  | 16 set 2010 | Kitt Peak     | Spacewatch          | —         | MPC                           |
| 454021     | 2012 DX68  | 30 mar 2008 | Kitt Peak     | Spacewatch          | —         | MPC                           |
| 454022     | 2012 DK69  | 20 jun 2010 | Mount Lemmon  | Mount Lemmon Survey | —         | MPC                           |
| 454023     | 2012 DD73  | 21 dez 2006 | Kitt Peak     | Spacewatch          | —         | MPC                           |
| 454024     | 2012 DX88  | 13 mar 2008 | Catalina      | CSS                 | —         | MPC                           |
| 454025     | 2012 DP90  | 29 jan 2012 | Kitt Peak     | Spacewatch          | Eos       | MPC                           |
| 454026     | 2012 DB97  | 30 nov 2005 | Mount Lemmon  | Mount Lemmon Survey | —         | MPC                           |
| 454027     | 2012 DY97  | 9 nov 1999  | Kitt Peak     | Spacewatch          | —         | MPC                           |
| 454028     | 2012 EE8   | 12 out 2006 | Kitt Peak     | Spacewatch          | —         | MPC                           |
| 454029     | 2012 EU16  | 23 jan 2006 | Kitt Peak     | Spacewatch          | —         | MPC                           |
| 454030     | 2012 FE14  | 6 fev 2002  | Socorro       | LINEAR              | —         | MPC                           |
| 454031     | 2012 FS17  | 17 mar 2012 | Mount Lemmon  | Mount Lemmon Survey | —         | MPC                           |
| 454032     | 2012 FG25  | 16 mar 2012 | Kitt Peak     | Spacewatch          | Brangane  | MPC                           |
| 454033     | 2012 FH26  | 18 ago 2009 | Kitt Peak     | Spacewatch          | —         | MPC                           |
| 454034     | 2012 FD31  | 31 mar 2001 | Kitt Peak     | Spacewatch          | —         | MPC                           |
| 454035     | 2012 FB32  | 2 mar 2012  | Mount Lemmon  | Mount Lemmon Survey | —         | MPC                           |
| 454036     | 2012 FT32  | 9 jan 2006  | Kitt Peak     | Spacewatch          | —         | MPC                           |
| 454037     | 2012 FQ36  | 29 fev 2012 | Kitt Peak     | Spacewatch          | —         | MPC                           |
| 454038     | 2012 FW36  | 17 set 2009 | Kitt Peak     | Spacewatch          | —         | MPC                           |
| 454039     | 2012 FX46  | 4 fev 2006  | Kitt Peak     | Spacewatch          | —         | MPC                           |
| 454040     | 2012 FE48  | 1 out 2009  | Mount Lemmon  | Mount Lemmon Survey | —         | MPC                           |
| 454041     | 2012 FS49  | 4 dez 2005  | Kitt Peak     | Spacewatch          | —         | MPC                           |
| 454042     | 2012 FO53  | 20 fev 2012 | Catalina      | CSS                 | —         | MPC                           |
| 454043     | 2012 FS72  | 14 mar 2012 | Catalina      | CSS                 | —         | MPC                           |
| 454044     | 2012 GC3   | 26 fev 2012 | Mount Lemmon  | Mount Lemmon Survey | —         | MPC                           |
| 454045     | 2012 GW4   | 14 mai 2008 | Mount Lemmon  | Mount Lemmon Survey | —         | MPC                           |
| 454046     | 2012 GY6   | 27 out 2005 | Kitt Peak     | Spacewatch          | —         | MPC                           |
| 454047     | 2012 GA20  | 28 mar 2012 | Kitt Peak     | Spacewatch          | —         | MPC                           |
| 454048     | 2012 GE24  | 10 jun 2007 | Kitt Peak     | Spacewatch          | —         | MPC                           |
| 454049     | 2012 GU27  | 19 dez 2004 | Mount Lemmon  | Mount Lemmon Survey | —         | MPC                           |
| 454050     | 2012 GB28  | 6 fev 2006  | Kitt Peak     | Spacewatch          | —         | MPC                           |
| 454051     | 2012 GY38  | 28 jan 2011 | Mount Lemmon  | Mount Lemmon Survey | —         | MPC                           |
| 454052     | 2012 HE13  | 20 fev 2006 | Socorro       | LINEAR              | —         | MPC                           |
| 454053     | 2012 HP26  | 22 out 2009 | Mount Lemmon  | Mount Lemmon Survey | —         | MPC                           |
| 454054     | 2012 HY27  | 28 mar 2012 | Kitt Peak     | Spacewatch          | —         | MPC                           |
| 454055     | 2012 HX53  | 9 set 2008  | Mount Lemmon  | Mount Lemmon Survey | —         | MPC                           |
| 454056     | 2012 HE70  | 24 fev 2006 | Catalina      | CSS                 | —         | MPC                           |
| 454057     | 2012 HS82  | 3 mar 2006  | Catalina      | CSS                 | —         | MPC                           |
| 454058     | 2012 JM15  | 22 out 2009 | Mount Lemmon  | Mount Lemmon Survey | —         | MPC                           |
| 454059     | 2012 JJ20  | 24 fev 2006 | Kitt Peak     | Spacewatch          | —         | MPC                           |
| 454060     | 2012 JX23  | 29 abr 2006 | Siding Spring | SSS                 | —         | MPC                           |
| 454061     | 2012 JD25  | 21 abr 2012 | Mount Lemmon  | Mount Lemmon Survey | —         | MPC                           |
| 454062     | 2012 JS39  | 7 abr 2006  | Kitt Peak     | Spacewatch          | —         | MPC                           |
| 454063     | 2012 JY60  | 20 nov 2009 | Kitt Peak     | Spacewatch          | —         | MPC                           |
| 454064     | 2012 KF19  | 1 out 2005  | Mount Lemmon  | Mount Lemmon Survey | —         | MPC                           |
| 454065     | 2012 KA27  | 20 abr 2012 | Mount Lemmon  | Mount Lemmon Survey | —         | MPC                           |
| 454066     | 2012 KG35  | 15 mar 2012 | Kitt Peak     | Spacewatch          | —         | MPC                           |
| 454067     | 2012 KZ49  | 20 nov 2009 | Mount Lemmon  | Mount Lemmon Survey | —         | MPC                           |
| 454068     | 2012 LZ20  | 19 abr 2004 | Socorro       | LINEAR              | —         | MPC                           |
| 454069     | 2012 OX2   | 23 dez 2000 | Kitt Peak     | Spacewatch          | —         | MPC                           |
| 454070     | 2012 SH65  | 22 mar 2001 | Cima Ekar     | ADAS                | Juno      | MPC                           |
| 454071     | 2012 TH20  | 3 mar 2005  | Kitt Peak     | Spacewatch          | —         | MPC                           |
| 454072     | 2012 TU30  | 28 abr 1998 | Kitt Peak     | Spacewatch          | —         | MPC                           |
| 454073     | 2012 TL52  | 12 mar 2007 | Kitt Peak     | Spacewatch          | —         | MPC                           |
| 454074     | 2012 UB135 | 16 out 2004 | Socorro       | LINEAR              | —         | MPC                           |
| 454075     | 2012 UJ153 | 24 out 2009 | Kitt Peak     | Spacewatch          | —         | MPC                           |
| 454076     | 2012 UE174 | 13 mar 2011 | Siding Spring | SSS                 | —         | MPC                           |
| 454077     | 2012 VP7   | 10 nov 2004 | Catalina      | CSS                 | Juno      | MPC                           |
| 454078     | 2012 VV93  | 13 nov 2012 | Mount Lemmon  | Mount Lemmon Survey | —         | MPC                           |
| 454079     | 2012 WF24  | 13 mar 2007 | Mount Lemmon  | Mount Lemmon Survey | —         | MPC                           |
| 454080     | 2012 XZ112 | 26 nov 2012 | Mount Lemmon  | Mount Lemmon Survey | —         | MPC                           |
| 454081     | 2013 AM36  | 22 dez 2008 | Mount Lemmon  | Mount Lemmon Survey | —         | MPC                           |
| 454082     | 2013 AC58  | 22 set 2008 | Mount Lemmon  | Mount Lemmon Survey | —         | MPC                           |
| 454083     | 2013 AB59  | 5 set 2008  | Kitt Peak     | Spacewatch          | —         | MPC                           |
| 454084     | 2013 AC68  | 14 mar 2007 | Mount Lemmon  | Mount Lemmon Survey | —         | MPC                           |
| 454085     | 2013 AX101 | 25 out 2005 | Catalina      | CSS                 | —         | MPC                           |
| 454086     | 2013 AH111 | 22 nov 2008 | Kitt Peak     | Spacewatch          | —         | MPC                           |
| 454087     | 2013 AJ122 | 12 jan 2010 | Kitt Peak     | Spacewatch          | —         | MPC                           |
| 454088     | 2013 AN150 | 9 dez 2012  | Kitt Peak     | Spacewatch          | Phocaea   | MPC                           |
| 454089     | 2013 AB170 | 10 set 2004 | Kitt Peak     | Spacewatch          | —         | MPC                           |
| 454090     | 2013 BJ8   | 7 set 2008  | Mount Lemmon  | Mount Lemmon Survey | —         | MPC                           |
| 454091     | 2013 BS25  | 5 dez 2008  | Kitt Peak     | Spacewatch          | —         | MPC                           |
| 454092     | 2013 BX34  | 9 jun 2007  | Kitt Peak     | Spacewatch          | —         | MPC                           |
| 454093     | 2013 BL44  | 12 out 2007 | Mount Lemmon  | Mount Lemmon Survey | —         | MPC                           |
| 454094     | 2013 BZ45  | 19 jan 2013 | Mount Lemmon  | Mount Lemmon Survey | —         | MPC                           |
| 454095     | 2013 BW50  | 2 set 2008  | Kitt Peak     | Spacewatch          | Flora     | MPC                           |
| 454096     | 2013 BR55  | 10 out 2008 | Mount Lemmon  | Mount Lemmon Survey | —         | MPC                           |
| 454097     | 2013 BX61  | 22 nov 2005 | Kitt Peak     | Spacewatch          | —         | MPC                           |
| 454098     | 2013 BG65  | 10 jan 2013 | Kitt Peak     | Spacewatch          | —         | MPC                           |
| 454099     | 2013 BV67  | 1 fev 2006  | Kitt Peak     | Spacewatch          | —         | MPC                           |
| 454100     | 2013 BO73  | 22 jan 2013 | Mount Lemmon  | Mount Lemmon Survey | —         | MPC                           |

## 454101–454200
| Designação | Designação | Descoberta  | Descoberta       | Descobridor(es)     | Categoria | Mais informações / Referência |
| Permanente | Provisória | Data        | Local            | Descobridor(es)     | Categoria | Mais informações / Referência |
| ---------- | ---------- | ----------- | ---------------- | ------------------- | --------- | ----------------------------- |
| 454101     | 2013 BP73  | 22 jan 2013 | Mount Lemmon     | Mount Lemmon Survey | —         | MPC                           |
| 454102     | 2013 BM80  | 9 nov 2008  | Mount Lemmon     | Mount Lemmon Survey | —         | MPC                           |
| 454103     | 2013 CZ3   | 23 mar 2003 | Kitt Peak        | Spacewatch          | Flora     | MPC                           |
| 454104     | 2013 CF6   | 30 dez 2005 | Kitt Peak        | Spacewatch          | —         | MPC                           |
| 454105     | 2013 CT8   | 28 jun 2011 | Mount Lemmon     | Mount Lemmon Survey | —         | MPC                           |
| 454106     | 2013 CR10  | 1 out 2008  | Catalina         | CSS                 | —         | MPC                           |
| 454107     | 2013 CE12  | 4 set 2008  | Kitt Peak        | Spacewatch          | —         | MPC                           |
| 454108     | 2013 CE14  | 4 dez 2005  | Mount Lemmon     | Mount Lemmon Survey | —         | MPC                           |
| 454109     | 2013 CT30  | 7 dez 2005  | Kitt Peak        | Spacewatch          | —         | MPC                           |
| 454110     | 2013 CR68  | 3 dez 2007  | Kitt Peak        | Spacewatch          | —         | MPC                           |
| 454111     | 2013 CP71  | 24 set 2008 | Kitt Peak        | Spacewatch          | Flora     | MPC                           |
| 454112     | 2013 CA76  | 2 dez 2005  | Mount Lemmon     | Mount Lemmon Survey | —         | MPC                           |
| 454113     | 2013 CR77  | 7 fev 2013  | Kitt Peak        | Spacewatch          | —         | MPC                           |
| 454114     | 2013 CE79  | 28 out 2005 | Mount Lemmon     | Mount Lemmon Survey | —         | MPC                           |
| 454115     | 2013 CH84  | 1 nov 2008  | Mount Lemmon     | Mount Lemmon Survey | —         | MPC                           |
| 454116     | 2013 CM84  | 5 fev 2013  | Kitt Peak        | Spacewatch          | —         | MPC                           |
| 454117     | 2013 CM86  | 19 jan 2002 | Kitt Peak        | Spacewatch          | —         | MPC                           |
| 454118     | 2013 CV89  | 6 fev 2013  | Kitt Peak        | Spacewatch          | —         | MPC                           |
| 454119     | 2013 CF97  | 21 set 2008 | Kitt Peak        | Spacewatch          | —         | MPC                           |
| 454120     | 2013 CS117 | 12 fev 2008 | Mount Lemmon     | Mount Lemmon Survey | —         | MPC                           |
| 454121     | 2013 CE119 | 18 dez 2001 | Socorro          | LINEAR              | —         | MPC                           |
| 454122     | 2013 CZ142 | 26 out 2008 | Kitt Peak        | Spacewatch          | —         | MPC                           |
| 454123     | 2013 CW143 | 5 fev 2013  | Kitt Peak        | Spacewatch          | —         | MPC                           |
| 454124     | 2013 CM153 | 21 dez 2008 | Mount Lemmon     | Mount Lemmon Survey | —         | MPC                           |
| 454125     | 2013 CC157 | 28 jan 2006 | Kitt Peak        | Spacewatch          | —         | MPC                           |
| 454126     | 2013 CH162 | 23 set 2000 | Anderson Mesa    | LONEOS              | —         | MPC                           |
| 454127     | 2013 CD165 | 24 abr 2006 | Kitt Peak        | Spacewatch          | —         | MPC                           |
| 454128     | 2013 CP165 | 2 fev 2009  | Mount Lemmon     | Mount Lemmon Survey | —         | MPC                           |
| 454129     | 2013 CZ165 | 19 jan 2013 | Mount Lemmon     | Mount Lemmon Survey | —         | MPC                           |
| 454130     | 2013 CR175 | 16 jan 2009 | Mount Lemmon     | Mount Lemmon Survey | —         | MPC                           |
| 454131     | 2013 CN181 | 20 abr 2006 | Mount Lemmon     | Mount Lemmon Survey | —         | MPC                           |
| 454132     | 2013 CV185 | 8 mar 2000  | Kitt Peak        | Spacewatch          | —         | MPC                           |
| 454133     | 2013 CC188 | 6 nov 2008  | Mount Lemmon     | Mount Lemmon Survey | —         | MPC                           |
| 454134     | 2013 CR188 | 19 jan 2013 | Kitt Peak        | Spacewatch          | —         | MPC                           |
| 454135     | 2013 CN192 | 18 abr 2006 | Kitt Peak        | Spacewatch          | Mitidika  | MPC                           |
| 454136     | 2013 CZ198 | 2 fev 2006  | Kitt Peak        | Spacewatch          | —         | MPC                           |
| 454137     | 2013 CO201 | 19 fev 2010 | Mount Lemmon     | Mount Lemmon Survey | —         | MPC                           |
| 454138     | 2013 DC2   | 13 mar 2002 | Kitt Peak        | Spacewatch          | —         | MPC                           |
| 454139     | 2013 DA11  | 12 set 2007 | Mount Lemmon     | Mount Lemmon Survey | —         | MPC                           |
| 454140     | 2013 DV12  | 22 abr 2010 | WISE             | WISE                | Hanna     | MPC                           |
| 454141     | 2013 EF4   | 21 set 2011 | Kitt Peak        | Spacewatch          | —         | MPC                           |
| 454142     | 2013 EL4   | 6 fev 2006  | Mount Lemmon     | Mount Lemmon Survey | —         | MPC                           |
| 454143     | 2013 EW17  | 17 jan 2013 | Mount Lemmon     | Mount Lemmon Survey | —         | MPC                           |
| 454144     | 2013 EH30  | 14 ago 2010 | Kitt Peak        | Spacewatch          | —         | MPC                           |
| 454145     | 2013 EB33  | 22 out 2006 | Kitt Peak        | Spacewatch          | —         | MPC                           |
| 454146     | 2013 EX35  | 17 jan 2013 | Kitt Peak        | Spacewatch          | —         | MPC                           |
| 454147     | 2013 EU45  | 21 ago 2006 | Kitt Peak        | Spacewatch          | —         | MPC                           |
| 454148     | 2013 EE51  | 19 dez 2004 | Mount Lemmon     | Mount Lemmon Survey | —         | MPC                           |
| 454149     | 2013 EY51  | 23 jan 2006 | Kitt Peak        | Spacewatch          | —         | MPC                           |
| 454150     | 2013 EK57  | 19 ago 2006 | Kitt Peak        | Spacewatch          | —         | MPC                           |
| 454151     | 2013 EV68  | 7 mar 2013  | Kitt Peak        | Spacewatch          | —         | MPC                           |
| 454152     | 2013 EG76  | 21 jan 2006 | Mount Lemmon     | Mount Lemmon Survey | —         | MPC                           |
| 454153     | 2013 EM79  | 11 nov 2006 | Mount Lemmon     | Mount Lemmon Survey | —         | MPC                           |
| 454154     | 2013 EK87  | 25 jun 2010 | WISE             | WISE                | —         | MPC                           |
| 454155     | 2013 EK92  | 10 mai 2005 | Kitt Peak        | Spacewatch          | —         | MPC                           |
| 454156     | 2013 EF94  | 1 out 2008  | Kitt Peak        | Spacewatch          | —         | MPC                           |
| 454157     | 2013 EL101 | 27 jul 2009 | Catalina         | CSS                 | —         | MPC                           |
| 454158     | 2013 ET102 | 18 set 2007 | Kitt Peak        | Spacewatch          | —         | MPC                           |
| 454159     | 2013 EO111 | 24 mai 2006 | Mount Lemmon     | Mount Lemmon Survey | —         | MPC                           |
| 454160     | 2013 EZ118 | 17 abr 1999 | Kitt Peak        | Spacewatch          | —         | MPC                           |
| 454161     | 2013 EL119 | 2 mar 2008  | Mount Lemmon     | Mount Lemmon Survey | —         | MPC                           |
| 454162     | 2013 EN123 | 17 out 2009 | Mount Lemmon     | Mount Lemmon Survey | —         | MPC                           |
| 454163     | 2013 FF4   | 26 set 2011 | Kitt Peak        | Spacewatch          | —         | MPC                           |
| 454164     | 2013 FU11  | 10 abr 2002 | Socorro          | LINEAR              | —         | MPC                           |
| 454165     | 2013 FX12  | 4 abr 2005  | Catalina         | CSS                 | —         | MPC                           |
| 454166     | 2013 FM14  | 21 abr 2006 | Kitt Peak        | Spacewatch          | —         | MPC                           |
| 454167     | 2013 FX14  | 6 nov 2010  | Mount Lemmon     | Mount Lemmon Survey | —         | MPC                           |
| 454168     | 2013 FU15  | 12 mar 2013 | Mount Lemmon     | Mount Lemmon Survey | —         | MPC                           |
| 454169     | 2013 FS18  | 15 mai 2008 | Mount Lemmon     | Mount Lemmon Survey | —         | MPC                           |
| 454170     | 2013 FT18  | 10 nov 2010 | Mount Lemmon     | Mount Lemmon Survey | —         | MPC                           |
| 454171     | 2013 FJ19  | 5 mar 2013  | Kitt Peak        | Spacewatch          | —         | MPC                           |
| 454172     | 2013 GL1   | 20 ago 2003 | Campo Imperatore | CINEOS              | Ursula    | MPC                           |
| 454173     | 2013 GE11  | 19 nov 2008 | Mount Lemmon     | Mount Lemmon Survey | —         | MPC                           |
| 454174     | 2013 GP21  | 17 fev 2013 | Kitt Peak        | Spacewatch          | —         | MPC                           |
| 454175     | 2013 GX21  | 31 mar 2009 | Kitt Peak        | Spacewatch          | —         | MPC                           |
| 454176     | 2013 GC24  | 13 set 2007 | Kitt Peak        | Spacewatch          | —         | MPC                           |
| 454177     | 2013 GJ35  | 23 ago 2011 | Haleakalā        | Pan-STARRS          | —         | MPC                           |
| 454178     | 2013 GJ37  | 19 jan 2009 | Mount Lemmon     | Mount Lemmon Survey | —         | MPC                           |
| 454179     | 2013 GD38  | 23 nov 2008 | Mount Lemmon     | Mount Lemmon Survey | Mitidika  | MPC                           |
| 454180     | 2013 GU45  | 1 jun 2009  | Catalina         | CSS                 | —         | MPC                           |
| 454181     | 2013 GD53  | 30 set 2010 | Mount Lemmon     | Mount Lemmon Survey | —         | MPC                           |
| 454182     | 2013 GP53  | 19 set 2006 | Kitt Peak        | Spacewatch          | —         | MPC                           |
| 454183     | 2013 GZ53  | 19 mar 2009 | Mount Lemmon     | Mount Lemmon Survey | —         | MPC                           |
| 454184     | 2013 GP56  | 3 dez 2008  | Mount Lemmon     | Mount Lemmon Survey | —         | MPC                           |
| 454185     | 2013 GB76  | 21 dez 2008 | Kitt Peak        | Spacewatch          | Mitidika  | MPC                           |
| 454186     | 2013 GJ76  | 16 jan 2008 | Mount Lemmon     | Mount Lemmon Survey | —         | MPC                           |
| 454187     | 2013 GW81  | 3 mar 2008  | Catalina         | CSS                 | —         | MPC                           |
| 454188     | 2013 GN82  | 8 mai 2006  | Mount Lemmon     | Mount Lemmon Survey | —         | MPC                           |
| 454189     | 2013 GR86  | 17 nov 2007 | Mount Lemmon     | Mount Lemmon Survey | Phocaea   | MPC                           |
| 454190     | 2013 GY90  | 14 mar 2013 | Catalina         | CSS                 | —         | MPC                           |
| 454191     | 2013 GC96  | 11 set 2007 | Mount Lemmon     | Mount Lemmon Survey | —         | MPC                           |
| 454192     | 2013 GX100 | 1 mai 2009  | Kitt Peak        | Spacewatch          | —         | MPC                           |
| 454193     | 2013 GZ101 | 18 mar 2004 | Kitt Peak        | Spacewatch          | —         | MPC                           |
| 454194     | 2013 GV102 | 1 mar 2009  | Kitt Peak        | Spacewatch          | —         | MPC                           |
| 454195     | 2013 GK104 | 13 mar 2013 | Catalina         | CSS                 | —         | MPC                           |
| 454196     | 2013 GC106 | 4 fev 2005  | Kitt Peak        | Spacewatch          | Mitidika  | MPC                           |
| 454197     | 2013 GU109 | 6 nov 2010  | Mount Lemmon     | Mount Lemmon Survey | Phocaea   | MPC                           |
| 454198     | 2013 GZ112 | 29 fev 2004 | Kitt Peak        | Spacewatch          | —         | MPC                           |
| 454199     | 2013 GC126 | 3 jun 2008  | Kitt Peak        | Spacewatch          | —         | MPC                           |
| 454200     | 2013 GN131 | 11 mar 2013 | Catalina         | CSS                 | —         | MPC                           |

## 454201–454300
| Designação | Designação | Descoberta  | Descoberta       | Descobridor(es)     | Categoria | Mais informações / Referência |
| Permanente | Provisória | Data        | Local            | Descobridor(es)     | Categoria | Mais informações / Referência |
| ---------- | ---------- | ----------- | ---------------- | ------------------- | --------- | ----------------------------- |
| 454201     | 2013 HO12  | 16 fev 2013 | Mount Lemmon     | Mount Lemmon Survey | —         | MPC                           |
| 454202     | 2013 HV13  | 20 set 2009 | Mount Lemmon     | Mount Lemmon Survey | —         | MPC                           |
| 454203     | 2013 HY16  | 20 abr 2013 | Siding Spring    | SSS                 | —         | MPC                           |
| 454204     | 2013 HS18  | 16 abr 2013 | Kitt Peak        | Spacewatch          | —         | MPC                           |
| 454205     | 2013 HL27  | 11 set 2007 | Mount Lemmon     | Mount Lemmon Survey | —         | MPC                           |
| 454206     | 2013 HU27  | 26 mai 2000 | Kitt Peak        | Spacewatch          | —         | MPC                           |
| 454207     | 2013 HV27  | 3 out 2010  | Kitt Peak        | Spacewatch          | —         | MPC                           |
| 454208     | 2013 HJ31  | 10 set 2010 | Mount Lemmon     | Mount Lemmon Survey | —         | MPC                           |
| 454209     | 2013 HS41  | 26 set 2006 | Kitt Peak        | Spacewatch          | —         | MPC                           |
| 454210     | 2013 HB47  | 3 out 2010  | Kitt Peak        | Spacewatch          | Brangane  | MPC                           |
| 454211     | 2013 HD60  | 1 jan 2009  | Kitt Peak        | Spacewatch          | —         | MPC                           |
| 454212     | 2013 HN65  | 22 set 2011 | Kitt Peak        | Spacewatch          | —         | MPC                           |
| 454213     | 2013 HQ72  | 1 dez 2006  | Mount Lemmon     | Mount Lemmon Survey | —         | MPC                           |
| 454214     | 2013 HR72  | 8 fev 2008  | Mount Lemmon     | Mount Lemmon Survey | —         | MPC                           |
| 454215     | 2013 HN90  | 1 jan 2012  | Mount Lemmon     | Mount Lemmon Survey | —         | MPC                           |
| 454216     | 2013 HH107 | 28 fev 2009 | Kitt Peak        | Spacewatch          | —         | MPC                           |
| 454217     | 2013 HZ110 | 9 out 2010  | Mount Lemmon     | Mount Lemmon Survey | —         | MPC                           |
| 454218     | 2013 HB124 | 5 jul 2005  | Kitt Peak        | Spacewatch          | —         | MPC                           |
| 454219     | 2013 JK5   | 27 mai 2008 | Mount Lemmon     | Mount Lemmon Survey | —         | MPC                           |
| 454220     | 2013 JU8   | 13 jan 2008 | Kitt Peak        | Spacewatch          | —         | MPC                           |
| 454221     | 2013 JK9   | 13 abr 2013 | Kitt Peak        | Spacewatch          | Brangane  | MPC                           |
| 454222     | 2013 JP15  | 18 jan 2012 | Kitt Peak        | Spacewatch          | —         | MPC                           |
| 454223     | 2013 JG18  | 26 mai 2010 | WISE             | WISE                | —         | MPC                           |
| 454224     | 2013 JW18  | 14 dez 2010 | Mount Lemmon     | Mount Lemmon Survey | —         | MPC                           |
| 454225     | 2013 JQ28  | 9 jun 1999  | Kitt Peak        | Spacewatch          | —         | MPC                           |
| 454226     | 2013 JQ36  | 15 mar 2012 | Mount Lemmon     | Mount Lemmon Survey | —         | MPC                           |
| 454227     | 2013 JH37  | 18 dez 2003 | Kitt Peak        | Spacewatch          | —         | MPC                           |
| 454228     | 2013 JJ38  | 17 abr 2009 | Mount Lemmon     | Mount Lemmon Survey | —         | MPC                           |
| 454229     | 2013 JR42  | 2 out 2006  | Mount Lemmon     | Mount Lemmon Survey | —         | MPC                           |
| 454230     | 2013 JA50  | 28 set 2006 | Kitt Peak        | Spacewatch          | —         | MPC                           |
| 454231     | 2013 JE50  | 25 mar 2006 | Kitt Peak        | Spacewatch          | —         | MPC                           |
| 454232     | 2013 JG51  | 2 nov 2010  | Mount Lemmon     | Mount Lemmon Survey | —         | MPC                           |
| 454233     | 2013 JO51  | 7 mar 2013  | Mount Lemmon     | Mount Lemmon Survey | —         | MPC                           |
| 454234     | 2013 JP54  | 17 jan 2009 | Kitt Peak        | Spacewatch          | —         | MPC                           |
| 454235     | 2013 JA55  | 29 fev 2008 | Mount Lemmon     | Mount Lemmon Survey | —         | MPC                           |
| 454236     | 2013 JQ61  | 22 abr 2013 | Mount Lemmon     | Mount Lemmon Survey | —         | MPC                           |
| 454237     | 2013 JY62  | 3 fev 2008  | Catalina         | CSS                 | —         | MPC                           |
| 454238     | 2013 KE11  | 23 mar 2004 | Kitt Peak        | Spacewatch          | —         | MPC                           |
| 454239     | 2013 KV14  | 1 nov 2005  | Kitt Peak        | Spacewatch          | —         | MPC                           |
| 454240     | 2013 LH1   | 1 jan 2009  | Kitt Peak        | Spacewatch          | —         | MPC                           |
| 454241     | 2013 LT1   | 28 jan 2010 | WISE             | WISE                | —         | MPC                           |
| 454242     | 2013 LP4   | 1 nov 2010  | Mount Lemmon     | Mount Lemmon Survey | —         | MPC                           |
| 454243     | 2013 LB7   | 28 jul 2010 | WISE             | WISE                | —         | MPC                           |
| 454244     | 2013 LJ10  | 4 nov 2004  | Kitt Peak        | Spacewatch          | —         | MPC                           |
| 454245     | 2013 LK10  | 4 jun 2013  | Mount Lemmon     | Mount Lemmon Survey | —         | MPC                           |
| 454246     | 2013 LS19  | 22 abr 2007 | Mount Lemmon     | Mount Lemmon Survey | —         | MPC                           |
| 454247     | 2013 LT22  | 29 mai 2013 | Mount Lemmon     | Mount Lemmon Survey | —         | MPC                           |
| 454248     | 2013 LB24  | 16 mai 2009 | Mount Lemmon     | Mount Lemmon Survey | —         | MPC                           |
| 454249     | 2013 LJ28  | 2 fev 2008  | Kitt Peak        | Spacewatch          | Phocaea   | MPC                           |
| 454250     | 2013 NO9   | 19 abr 2007 | Mount Lemmon     | Mount Lemmon Survey | —         | MPC                           |
| 454251     | 2013 OZ1   | 1 dez 2006  | Mount Lemmon     | Mount Lemmon Survey | —         | MPC                           |
| 454252     | 2013 OX5   | 27 dez 2011 | Kitt Peak        | Spacewatch          | —         | MPC                           |
| 454253     | 2013 PL22  | 26 set 2008 | Kitt Peak        | Spacewatch          | —         | MPC                           |
| 454254     | 2013 PM47  | 13 jan 2005 | Catalina         | CSS                 | —         | MPC                           |
| 454255     | 2013 QQ44  | 28 dez 2005 | Kitt Peak        | Spacewatch          | —         | MPC                           |
| 454256     | 2013 RD85  | 7 nov 2008  | Mount Lemmon     | Mount Lemmon Survey | —         | MPC                           |
| 454257     | 2013 RH98  | 11 jan 2008 | Kitt Peak        | Spacewatch          | —         | MPC                           |
| 454258     | 2013 SD10  | 3 mar 2005  | Kitt Peak        | Spacewatch          | —         | MPC                           |
| 454259     | 2013 SH23  | 25 abr 2006 | Kitt Peak        | Spacewatch          | —         | MPC                           |
| 454260     | 2013 TO    | 31 out 2008 | Catalina         | CSS                 | —         | MPC                           |
| 454261     | 2013 TM33  | 4 abr 2005  | Mount Lemmon     | Mount Lemmon Survey | —         | MPC                           |
| 454262     | 2014 BG9   | 28 nov 2005 | Mount Lemmon     | Mount Lemmon Survey | —         | MPC                           |
| 454263     | 2014 DC124 | 30 out 2005 | Kitt Peak        | Spacewatch          | —         | MPC                           |
| 454264     | 2014 EP24  | 25 fev 2006 | Mount Lemmon     | Mount Lemmon Survey | Juno      | MPC                           |
| 454265     | 2014 EY32  | 15 set 2004 | Kitt Peak        | Spacewatch          | —         | MPC                           |
| 454266     | 2014 FM7   | 1 out 2008  | Siding Spring    | SSS                 | —         | MPC                           |
| 454267     | 2014 FS20  | 20 abr 2007 | Kitt Peak        | Spacewatch          | —         | MPC                           |
| 454268     | 2014 FN55  | 17 mar 2010 | Kitt Peak        | Spacewatch          | —         | MPC                           |
| 454269     | 2014 FC68  | 24 set 2008 | Mount Lemmon     | Mount Lemmon Survey | —         | MPC                           |
| 454270     | 2014 GM30  | 13 out 1999 | Kitt Peak        | Spacewatch          | —         | MPC                           |
| 454271     | 2014 HN    | 13 mar 2007 | Mount Lemmon     | Mount Lemmon Survey | —         | MPC                           |
| 454272     | 2014 HJ2   | 16 dez 2007 | Kitt Peak        | Spacewatch          | Juno      | MPC                           |
| 454273     | 2014 HU10  | 30 ago 2005 | Kitt Peak        | Spacewatch          | —         | MPC                           |
| 454274     | 2014 HQ20  | 18 set 2011 | Mount Lemmon     | Mount Lemmon Survey | —         | MPC                           |
| 454275     | 2014 HR28  | 10 out 2004 | Kitt Peak        | Spacewatch          | —         | MPC                           |
| 454276     | 2014 HU30  | 14 abr 2007 | Kitt Peak        | Spacewatch          | —         | MPC                           |
| 454277     | 2014 HB31  | 21 jul 2006 | Mount Lemmon     | Mount Lemmon Survey | —         | MPC                           |
| 454278     | 2014 HX36  | 30 jul 2008 | Kitt Peak        | Spacewatch          | —         | MPC                           |
| 454279     | 2014 HO47  | 27 jan 2007 | Mount Lemmon     | Mount Lemmon Survey | —         | MPC                           |
| 454280     | 2014 HE101 | 29 ago 2005 | Kitt Peak        | Spacewatch          | —         | MPC                           |
| 454281     | 2014 HP125 | 10 out 2008 | Kitt Peak        | Spacewatch          | —         | MPC                           |
| 454282     | 2014 HA133 | 19 mai 2010 | Mount Lemmon     | Mount Lemmon Survey | —         | MPC                           |
| 454283     | 2014 HE133 | 20 fev 2006 | Mount Lemmon     | Mount Lemmon Survey | —         | MPC                           |
| 454284     | 2014 HU145 | 26 fev 2014 | Mount Lemmon     | Mount Lemmon Survey | —         | MPC                           |
| 454285     | 2014 HZ160 | 13 jun 2005 | Mount Lemmon     | Mount Lemmon Survey | —         | MPC                           |
| 454286     | 2014 HV178 | 12 mar 2010 | Mount Lemmon     | Mount Lemmon Survey | —         | MPC                           |
| 454287     | 2014 HV186 | 7 ago 2004  | Campo Imperatore | CINEOS              | Flora     | MPC                           |
| 454288     | 2014 JL2   | 12 jul 2010 | WISE             | WISE                | —         | MPC                           |
| 454289     | 2014 JA4   | 9 out 2005  | Kitt Peak        | Spacewatch          | —         | MPC                           |
| 454290     | 2014 JE7   | 22 out 2011 | Mount Lemmon     | Mount Lemmon Survey | Erigone   | MPC                           |
| 454291     | 2014 JG8   | 10 set 2007 | Kitt Peak        | Spacewatch          | —         | MPC                           |
| 454292     | 2014 JS8   | 12 mai 2007 | Kitt Peak        | Spacewatch          | —         | MPC                           |
| 454293     | 2014 JX14  | 20 set 2011 | Catalina         | CSS                 | —         | MPC                           |
| 454294     | 2014 JB23  | 26 dez 2005 | Kitt Peak        | Spacewatch          | —         | MPC                           |
| 454295     | 2014 JT24  | 2 abr 2009  | Kitt Peak        | Spacewatch          | —         | MPC                           |
| 454296     | 2014 JF26  | 31 jan 2009 | Mount Lemmon     | Mount Lemmon Survey | Phocaea   | MPC                           |
| 454297     | 2014 JJ28  | 26 fev 2007 | Mount Lemmon     | Mount Lemmon Survey | —         | MPC                           |
| 454298     | 2014 JW30  | 5 jan 2003  | Socorro          | LINEAR              | —         | MPC                           |
| 454299     | 2014 JA37  | 10 mai 2010 | WISE             | WISE                | —         | MPC                           |
| 454300     | 2014 JC39  | 4 jun 2011  | Mount Lemmon     | Mount Lemmon Survey | —         | MPC                           |

## 454301–454400
| Designação          | Designação | Descoberta  | Descoberta       | Descobridor(es)     | Categoria | Mais informações / Referência |
| Permanente          | Provisória | Data        | Local            | Descobridor(es)     | Categoria | Mais informações / Referência |
| ------------------- | ---------- | ----------- | ---------------- | ------------------- | --------- | ----------------------------- |
| 454301              | 2014 JW41  | 12 out 2005 | Kitt Peak        | Spacewatch          | —         | MPC                           |
| 454302              | 2014 JX41  | 9 jun 2010  | WISE             | WISE                | —         | MPC                           |
| 454303              | 2014 JR43  | 5 mai 2014  | Mount Lemmon     | Mount Lemmon Survey | Flora     | MPC                           |
| 454304              | 2014 JN55  | 7 nov 2007  | Mount Lemmon     | Mount Lemmon Survey | —         | MPC                           |
| 454305              | 2014 JW64  | 31 mai 2010 | WISE             | WISE                | —         | MPC                           |
| 454306              | 2014 JU65  | 7 nov 2008  | Mount Lemmon     | Mount Lemmon Survey | —         | MPC                           |
| 454307              | 2014 JJ66  | 1 nov 2008  | Kitt Peak        | Spacewatch          | —         | MPC                           |
| 454308              | 2014 JR66  | 19 mai 2005 | Mount Lemmon     | Mount Lemmon Survey | —         | MPC                           |
| 454309              | 2014 JS69  | 29 set 2011 | Kitt Peak        | Spacewatch          | —         | MPC                           |
| 454310              | 2014 JR70  | 31 ago 2000 | Socorro          | LINEAR              | —         | MPC                           |
| 454311              | 2014 JC71  | 23 set 2011 | Kitt Peak        | Spacewatch          | —         | MPC                           |
| 454312              | 2014 JH73  | 10 set 2007 | Kitt Peak        | Spacewatch          | —         | MPC                           |
| 454313              | 2014 JJ74  | 29 ago 2005 | Kitt Peak        | Spacewatch          | —         | MPC                           |
| 454314              | 2014 KK6   | 13 mai 2010 | WISE             | WISE                | —         | MPC                           |
| 454315              | 2014 KF12  | 16 jun 2010 | Mount Lemmon     | Mount Lemmon Survey | —         | MPC                           |
| 454316              | 2014 KS18  | 7 out 2005  | Kitt Peak        | Spacewatch          | —         | MPC                           |
| 454317              | 2014 KK19  | 21 out 2011 | Mount Lemmon     | Mount Lemmon Survey | Phocaea   | MPC                           |
| 454318              | 2014 KR20  | 3 out 2008  | Mount Lemmon     | Mount Lemmon Survey | —         | MPC                           |
| 454319              | 2014 KV20  | 25 set 2006 | Catalina         | CSS                 | —         | MPC                           |
| 454320              | 2014 KC32  | 12 out 2007 | Mount Lemmon     | Mount Lemmon Survey | —         | MPC                           |
| 454321              | 2014 KQ40  | 28 ago 2011 | Siding Spring    | SSS                 | —         | MPC                           |
| 454322              | 2014 KF44  | 17 set 2009 | Mount Lemmon     | Mount Lemmon Survey | —         | MPC                           |
| 454323              | 2014 KK45  | 3 nov 2010  | Kitt Peak        | Spacewatch          | —         | MPC                           |
| 454324              | 2014 KP45  | 24 mai 2001 | Kitt Peak        | Spacewatch          | —         | MPC                           |
| 454325              | 2014 KR45  | 1 jan 2008  | Catalina         | CSS                 | —         | MPC                           |
| 454326 Donlee       | 2014 KB52  | 17 mai 2010 | WISE             | WISE                | —         | MPC                           |
| 454327              | 2014 KP54  | 8 out 2007  | Mount Lemmon     | Mount Lemmon Survey | —         | MPC                           |
| 454328              | 2014 KX56  | 15 nov 2007 | Catalina         | CSS                 | —         | MPC                           |
| 454329 Ericpiquette | 2014 KL59  | 10 jun 2010 | WISE             | WISE                | —         | MPC                           |
| 454330              | 2014 KZ75  | 16 jul 2004 | Campo Imperatore | CINEOS              | —         | MPC                           |
| 454331              | 2014 KQ80  | 22 set 2008 | Kitt Peak        | Spacewatch          | —         | MPC                           |
| 454332              | 2014 KA85  | 10 jan 2003 | Socorro          | LINEAR              | —         | MPC                           |
| 454333              | 2014 KP86  | 27 out 2005 | Kitt Peak        | Spacewatch          | —         | MPC                           |
| 454334              | 2014 KU87  | 16 set 2004 | Anderson Mesa    | LONEOS              | —         | MPC                           |
| 454335              | 2014 KW90  | 9 ago 2010  | XuYi             | PMO NEO             | —         | MPC                           |
| 454336              | 2014 KM95  | 30 dez 2008 | Kitt Peak        | Spacewatch          | —         | MPC                           |
| 454337              | 2014 KM98  | 22 abr 2007 | Kitt Peak        | Spacewatch          | —         | MPC                           |
| 454338              | 2014 KW98  | 25 out 2012 | Mount Lemmon     | Mount Lemmon Survey | —         | MPC                           |
| 454339              | 2014 LM    | 18 jan 2012 | Mount Lemmon     | Mount Lemmon Survey | —         | MPC                           |
| 454340              | 2014 LY12  | 26 out 2008 | Kitt Peak        | Spacewatch          | —         | MPC                           |
| 454341              | 2014 LS13  | 29 dez 2008 | Mount Lemmon     | Mount Lemmon Survey | —         | MPC                           |
| 454342              | 2014 LC15  | 3 jun 2005  | Siding Spring    | SSS                 | —         | MPC                           |
| 454343              | 2014 LL15  | 13 set 2007 | Kitt Peak        | Spacewatch          | —         | MPC                           |
| 454344              | 2014 LQ15  | 25 mar 2006 | Kitt Peak        | Spacewatch          | —         | MPC                           |
| 454345              | 2014 LE18  | 13 out 2004 | Kitt Peak        | Spacewatch          | —         | MPC                           |
| 454346              | 2014 LH19  | 18 jun 2010 | Mount Lemmon     | Mount Lemmon Survey | —         | MPC                           |
| 454347              | 2014 LB21  | 18 nov 2007 | Catalina         | CSS                 | —         | MPC                           |
| 454348              | 2014 LP22  | 15 mar 2004 | Kitt Peak        | Spacewatch          | —         | MPC                           |
| 454349              | 2014 LY22  | 25 set 2006 | Catalina         | CSS                 | —         | MPC                           |
| 454350 Paolaamico   | 2014 LH24  | 30 abr 2010 | WISE             | WISE                | —         | MPC                           |
| 454351              | 2014 LH25  | 4 dez 2007  | Kitt Peak        | Spacewatch          | —         | MPC                           |
| 454352 Majidzandian | 2014 LO26  | 3 jul 2010  | WISE             | WISE                | —         | MPC                           |
| 454353              | 2014 LD28  | 5 abr 2003  | Kitt Peak        | Spacewatch          | —         | MPC                           |
| 454354              | 2014 ME    | 15 mar 2009 | Kitt Peak        | Spacewatch          | —         | MPC                           |
| 454355              | 2014 MJ7   | 19 nov 2007 | Kitt Peak        | Spacewatch          | —         | MPC                           |
| 454356              | 2014 MK7   | 2 mai 2006  | Mount Lemmon     | Mount Lemmon Survey | —         | MPC                           |
| 454357              | 2014 MZ11  | 28 fev 2008 | Mount Lemmon     | Mount Lemmon Survey | —         | MPC                           |
| 454358              | 2014 MZ12  | 21 jun 2014 | Mount Lemmon     | Mount Lemmon Survey | —         | MPC                           |
| 454359              | 2014 MF17  | 30 jan 2012 | Kitt Peak        | Spacewatch          | —         | MPC                           |
| 454360              | 2014 MD21  | 23 set 2004 | Kitt Peak        | Spacewatch          | —         | MPC                           |
| 454361              | 2014 MY23  | 6 fev 2013  | Kitt Peak        | Spacewatch          | —         | MPC                           |
| 454362              | 2014 MZ23  | 7 jan 2006  | Mount Lemmon     | Mount Lemmon Survey | —         | MPC                           |
| 454363              | 2014 MF24  | 7 abr 2003  | Kitt Peak        | Spacewatch          | —         | MPC                           |
| 454364              | 2014 MX36  | 26 set 2009 | Mount Lemmon     | Mount Lemmon Survey | —         | MPC                           |
| 454365              | 2014 MH38  | 29 set 2005 | Kitt Peak        | Spacewatch          | —         | MPC                           |
| 454366              | 2014 MR39  | 22 mai 2006 | Kitt Peak        | Spacewatch          | —         | MPC                           |
| 454367              | 2014 MW42  | 4 mai 2005  | Kitt Peak        | Spacewatch          | —         | MPC                           |
| 454368              | 2014 MJ43  | 14 set 2009 | Catalina         | CSS                 | Brangane  | MPC                           |
| 454369              | 2014 MT43  | 5 abr 2010  | Kitt Peak        | Spacewatch          | —         | MPC                           |
| 454370              | 2014 MC44  | 3 fev 2009  | Mount Lemmon     | Mount Lemmon Survey | —         | MPC                           |
| 454371              | 2014 MX45  | 25 fev 2006 | Kitt Peak        | Spacewatch          | —         | MPC                           |
| 454372              | 2014 MQ46  | 22 abr 2009 | Mount Lemmon     | Mount Lemmon Survey | —         | MPC                           |
| 454373              | 2014 ME47  | 26 ago 2005 | Siding Spring    | SSS                 | —         | MPC                           |
| 454374              | 2014 ML47  | 22 mai 2003 | Kitt Peak        | Spacewatch          | —         | MPC                           |
| 454375              | 2014 MT48  | 22 nov 2011 | Mount Lemmon     | Mount Lemmon Survey | —         | MPC                           |
| 454376              | 2014 MM49  | 18 ago 2006 | Kitt Peak        | Spacewatch          | —         | MPC                           |
| 454377              | 2014 MR52  | 12 mar 2013 | Siding Spring    | SSS                 | —         | MPC                           |
| 454378              | 2014 MP55  | 17 jan 2007 | Kitt Peak        | Spacewatch          | —         | MPC                           |
| 454379              | 2014 MD56  | 16 mar 2010 | Mount Lemmon     | Mount Lemmon Survey | —         | MPC                           |
| 454380              | 2014 ME56  | 22 out 2011 | Mount Lemmon     | Mount Lemmon Survey | —         | MPC                           |
| 454381              | 2014 MM57  | 16 nov 2006 | Kitt Peak        | Spacewatch          | —         | MPC                           |
| 454382              | 2014 MJ58  | 5 out 2004  | Kitt Peak        | Spacewatch          | —         | MPC                           |
| 454383              | 2014 MF61  | 12 jan 2008 | Mount Lemmon     | Mount Lemmon Survey | —         | MPC                           |
| 454384              | 2014 MR62  | 24 jan 2007 | Mount Lemmon     | Mount Lemmon Survey | —         | MPC                           |
| 454385              | 2014 MH63  | 8 mai 2008  | Mount Lemmon     | Mount Lemmon Survey | —         | MPC                           |
| 454386              | 2014 MZ63  | 16 jan 2013 | Mount Lemmon     | Mount Lemmon Survey | —         | MPC                           |
| 454387              | 2014 MD64  | 16 dez 2007 | Mount Lemmon     | Mount Lemmon Survey | —         | MPC                           |
| 454388              | 2014 ME69  | 18 dez 2004 | Mount Lemmon     | Mount Lemmon Survey | Juno      | MPC                           |
| 454389              | 2014 MJ69  | 26 jun 2006 | Siding Spring    | SSS                 | —         | MPC                           |
| 454390              | 2014 ND11  | 24 abr 2006 | Kitt Peak        | Spacewatch          | —         | MPC                           |
| 454391              | 2014 NG17  | 9 abr 2003  | Kitt Peak        | Spacewatch          | —         | MPC                           |
| 454392              | 2014 NB18  | 10 jan 2006 | Kitt Peak        | Spacewatch          | —         | MPC                           |
| 454393              | 2014 NS18  | 17 dez 2007 | Mount Lemmon     | Mount Lemmon Survey | —         | MPC                           |
| 454394              | 2014 NF21  | 30 set 2009 | Mount Lemmon     | Mount Lemmon Survey | —         | MPC                           |
| 454395              | 2014 NO21  | 27 out 2005 | Mount Lemmon     | Mount Lemmon Survey | —         | MPC                           |
| 454396              | 2014 NL26  | 22 dez 2008 | Kitt Peak        | Spacewatch          | —         | MPC                           |
| 454397              | 2014 NU30  | 13 jan 2008 | Kitt Peak        | Spacewatch          | —         | MPC                           |
| 454398              | 2014 NY30  | 22 out 2011 | Mount Lemmon     | Mount Lemmon Survey | —         | MPC                           |
| 454399              | 2014 NJ31  | 13 jan 2008 | Kitt Peak        | Spacewatch          | —         | MPC                           |
| 454400              | 2014 NK31  | 9 out 2007  | XuYi             | PMO NEO             | —         | MPC                           |

## 454401–454500
| Designação           | Designação | Descoberta  | Descoberta       | Descobridor(es)     | Categoria | Mais informações / Referência |
| Permanente           | Provisória | Data        | Local            | Descobridor(es)     | Categoria | Mais informações / Referência |
| -------------------- | ---------- | ----------- | ---------------- | ------------------- | --------- | ----------------------------- |
| 454401               | 2014 NF34  | 26 abr 2007 | Mount Lemmon     | Mount Lemmon Survey | —         | MPC                           |
| 454402               | 2014 NM35  | 23 nov 2006 | Kitt Peak        | Spacewatch          | —         | MPC                           |
| 454403               | 2014 NW35  | 16 mai 2010 | Mount Lemmon     | Mount Lemmon Survey | —         | MPC                           |
| 454404               | 2014 NF37  | 21 jan 2006 | Kitt Peak        | Spacewatch          | —         | MPC                           |
| 454405               | 2014 NZ38  | 23 out 2009 | Catalina         | CSS                 | —         | MPC                           |
| 454406               | 2014 NT43  | 5 set 2010  | Mount Lemmon     | Mount Lemmon Survey | Phocaea   | MPC                           |
| 454407               | 2014 NA44  | 21 set 2009 | Mount Lemmon     | Mount Lemmon Survey | —         | MPC                           |
| 454408               | 2014 NJ44  | 6 set 2010  | Mount Lemmon     | Mount Lemmon Survey | —         | MPC                           |
| 454409 Markusloose   | 2014 NP44  | 25 mai 2010 | WISE             | WISE                | —         | MPC                           |
| 454410               | 2014 NS45  | 19 nov 2003 | Kitt Peak        | Spacewatch          | —         | MPC                           |
| 454411               | 2014 NC47  | 16 set 2003 | Kitt Peak        | Spacewatch          | —         | MPC                           |
| 454412               | 2014 NY47  | 23 set 2011 | Kitt Peak        | Spacewatch          | —         | MPC                           |
| 454413               | 2014 NL50  | 1 out 2005  | Mount Lemmon     | Mount Lemmon Survey | —         | MPC                           |
| 454414               | 2014 NJ54  | 30 ago 2005 | Kitt Peak        | Spacewatch          | —         | MPC                           |
| 454415               | 2014 NN54  | 10 nov 2004 | Kitt Peak        | Spacewatch          | —         | MPC                           |
| 454416               | 2014 NZ54  | 3 dez 2010  | Kitt Peak        | Spacewatch          | —         | MPC                           |
| 454417               | 2014 NV56  | 18 dez 2004 | Mount Lemmon     | Mount Lemmon Survey | —         | MPC                           |
| 454418               | 2014 NJ57  | 31 mar 2008 | Mount Lemmon     | Mount Lemmon Survey | —         | MPC                           |
| 454419 Hansklausreif | 2014 NJ58  | 21 mai 2010 | WISE             | WISE                | —         | MPC                           |
| 454420               | 2014 NJ59  | 28 dez 2005 | Mount Lemmon     | Mount Lemmon Survey | —         | MPC                           |
| 454421               | 2014 NA61  | 18 nov 2007 | Mount Lemmon     | Mount Lemmon Survey | —         | MPC                           |
| 454422               | 2014 NZ61  | 1 jan 2009  | Mount Lemmon     | Mount Lemmon Survey | —         | MPC                           |
| 454423               | 2014 NH62  | 15 dez 1998 | Caussols         | ODAS                | —         | MPC                           |
| 454424               | 2014 NZ63  | 18 nov 2007 | Mount Lemmon     | Mount Lemmon Survey | —         | MPC                           |
| 454425               | 2014 OF    | 18 set 2006 | Kitt Peak        | Spacewatch          | —         | MPC                           |
| 454426               | 2014 OK3   | 28 dez 2005 | Mount Lemmon     | Mount Lemmon Survey | —         | MPC                           |
| 454427               | 2014 OW6   | 9 out 2004  | Kitt Peak        | Spacewatch          | —         | MPC                           |
| 454428               | 2014 OD13  | 10 abr 2013 | Mount Lemmon     | Mount Lemmon Survey | —         | MPC                           |
| 454429               | 2014 OP13  | 19 set 2003 | Campo Imperatore | CINEOS              | —         | MPC                           |
| 454430               | 2014 OL14  | 10 jan 2006 | Mount Lemmon     | Mount Lemmon Survey | —         | MPC                           |
| 454431               | 2014 OR14  | 18 abr 2007 | Mount Lemmon     | Mount Lemmon Survey | —         | MPC                           |
| 454432               | 2014 OD15  | 30 dez 2005 | Kitt Peak        | Spacewatch          | Brangane  | MPC                           |
| 454433               | 2014 OS16  | 24 fev 2008 | Mount Lemmon     | Mount Lemmon Survey | —         | MPC                           |
| 454434               | 2014 OA18  | 30 ago 2005 | Kitt Peak        | Spacewatch          | —         | MPC                           |
| 454435               | 2014 OH19  | 28 out 2006 | Mount Lemmon     | Mount Lemmon Survey | —         | MPC                           |
| 454436               | 2014 OK19  | 10 dez 2006 | Kitt Peak        | Spacewatch          | —         | MPC                           |
| 454437               | 2014 OQ19  | 30 out 2007 | Mount Lemmon     | Mount Lemmon Survey | —         | MPC                           |
| 454438               | 2014 OG22  | 28 set 2006 | Kitt Peak        | Spacewatch          | —         | MPC                           |
| 454439               | 2014 OZ24  | 18 set 2003 | Kitt Peak        | Spacewatch          | —         | MPC                           |
| 454440               | 2014 OB26  | 28 fev 2008 | Mount Lemmon     | Mount Lemmon Survey | —         | MPC                           |
| 454441               | 2014 OK26  | 21 set 2009 | Kitt Peak        | Spacewatch          | —         | MPC                           |
| 454442               | 2014 OT26  | 27 set 2006 | Mount Lemmon     | Mount Lemmon Survey | —         | MPC                           |
| 454443               | 2014 OQ29  | 29 nov 2011 | Mount Lemmon     | Mount Lemmon Survey | —         | MPC                           |
| 454444               | 2014 OD30  | 16 out 2006 | Kitt Peak        | Spacewatch          | Henan     | MPC                           |
| 454445               | 2014 OF30  | 15 dez 2007 | Kitt Peak        | Spacewatch          | —         | MPC                           |
| 454446               | 2014 ON30  | 4 set 2010  | Kitt Peak        | Spacewatch          | —         | MPC                           |
| 454447               | 2014 OD31  | 17 dez 2007 | Kitt Peak        | Spacewatch          | —         | MPC                           |
| 454448               | 2014 OF35  | 11 jan 2008 | Kitt Peak        | Spacewatch          | —         | MPC                           |
| 454449               | 2014 OC37  | 1 out 1995  | Kitt Peak        | Spacewatch          | —         | MPC                           |
| 454450               | 2014 OY37  | 16 mar 2005 | Catalina         | CSS                 | Phocaea   | MPC                           |
| 454451               | 2014 OM39  | 26 out 2009 | Kitt Peak        | Spacewatch          | —         | MPC                           |
| 454452               | 2014 OW39  | 22 out 2006 | Mount Lemmon     | Mount Lemmon Survey | —         | MPC                           |
| 454453               | 2014 OR40  | 17 dez 2003 | Kitt Peak        | Spacewatch          | —         | MPC                           |
| 454454               | 2014 OS41  | 10 nov 2010 | Mount Lemmon     | Mount Lemmon Survey | —         | MPC                           |
| 454455               | 2014 OL42  | 30 set 2010 | Mount Lemmon     | Mount Lemmon Survey | —         | MPC                           |
| 454456               | 2014 OQ42  | 29 mar 2009 | Kitt Peak        | Spacewatch          | —         | MPC                           |
| 454457               | 2014 OW43  | 16 out 2001 | Kitt Peak        | Spacewatch          | —         | MPC                           |
| 454458               | 2014 OC44  | 10 set 2007 | Kitt Peak        | Spacewatch          | —         | MPC                           |
| 454459               | 2014 OV45  | 20 nov 2007 | Kitt Peak        | Spacewatch          | —         | MPC                           |
| 454460               | 2014 OY47  | 31 out 2005 | Kitt Peak        | Spacewatch          | —         | MPC                           |
| 454461               | 2014 OC52  | 8 out 2005  | Kitt Peak        | Spacewatch          | —         | MPC                           |
| 454462               | 2014 OX52  | 26 set 2006 | Mount Lemmon     | Mount Lemmon Survey | —         | MPC                           |
| 454463               | 2014 OY52  | 26 jan 2012 | Mount Lemmon     | Mount Lemmon Survey | —         | MPC                           |
| 454464               | 2014 OS53  | 10 dez 2010 | Mount Lemmon     | Mount Lemmon Survey | —         | MPC                           |
| 454465               | 2014 OQ54  | 1 set 2005  | Kitt Peak        | Spacewatch          | —         | MPC                           |
| 454466               | 2014 OF58  | 22 out 2006 | Catalina         | CSS                 | —         | MPC                           |
| 454467               | 2014 OY58  | 17 fev 2007 | Mount Lemmon     | Mount Lemmon Survey | —         | MPC                           |
| 454468               | 2014 OT66  | 28 jun 2014 | Kitt Peak        | Spacewatch          | Phocaea   | MPC                           |
| 454469               | 2014 OB71  | 30 mai 2003 | Socorro          | LINEAR              | —         | MPC                           |
| 454470               | 2014 OL71  | 4 mai 2005  | Kitt Peak        | Spacewatch          | —         | MPC                           |
| 454471               | 2014 OH73  | 31 out 2006 | Catalina         | CSS                 | —         | MPC                           |
| 454472               | 2014 OT88  | 20 set 1995 | Kitt Peak        | Spacewatch          | —         | MPC                           |
| 454473               | 2014 OT91  | 29 set 1994 | Kitt Peak        | Spacewatch          | —         | MPC                           |
| 454474               | 2014 OG94  | 30 nov 2005 | Mount Lemmon     | Mount Lemmon Survey | —         | MPC                           |
| 454475               | 2014 OU98  | 30 dez 2005 | Kitt Peak        | Spacewatch          | —         | MPC                           |
| 454476               | 2014 OM100 | 3 abr 2008  | Kitt Peak        | Spacewatch          | —         | MPC                           |
| 454477               | 2014 ON103 | 4 nov 2010  | Mount Lemmon     | Mount Lemmon Survey | —         | MPC                           |
| 454478               | 2014 OM107 | 6 mai 2006  | Mount Lemmon     | Mount Lemmon Survey | —         | MPC                           |
| 454479               | 2014 OP108 | 14 dez 2010 | Mount Lemmon     | Mount Lemmon Survey | —         | MPC                           |
| 454480               | 2014 OY108 | 13 mar 2007 | Mount Lemmon     | Mount Lemmon Survey | —         | MPC                           |
| 454481               | 2014 OQ115 | 4 jul 2005  | Mount Lemmon     | Mount Lemmon Survey | —         | MPC                           |
| 454482               | 2014 OY121 | 30 dez 2005 | Mount Lemmon     | Mount Lemmon Survey | Brangane  | MPC                           |
| 454483               | 2014 OO123 | 19 set 2006 | Kitt Peak        | Spacewatch          | —         | MPC                           |
| 454484               | 2014 OK126 | 21 dez 2006 | Kitt Peak        | Spacewatch          | —         | MPC                           |
| 454485               | 2014 OG130 | 21 fev 1995 | Kitt Peak        | Spacewatch          | —         | MPC                           |
| 454486               | 2014 OC137 | 26 nov 2011 | Mount Lemmon     | Mount Lemmon Survey | —         | MPC                           |
| 454487               | 2014 OL138 | 21 out 2006 | Mount Lemmon     | Mount Lemmon Survey | —         | MPC                           |
| 454488               | 2014 OV138 | 28 set 2006 | Kitt Peak        | Spacewatch          | —         | MPC                           |
| 454489               | 2014 OZ138 | 26 mar 2006 | Kitt Peak        | Spacewatch          | —         | MPC                           |
| 454490               | 2014 OB139 | 9 fev 2010  | Mount Lemmon     | Mount Lemmon Survey | —         | MPC                           |
| 454491               | 2014 ON141 | 11 abr 2013 | Mount Lemmon     | Mount Lemmon Survey | —         | MPC                           |
| 454492               | 2014 OW143 | 16 nov 2006 | Mount Lemmon     | Mount Lemmon Survey | —         | MPC                           |
| 454493               | 2014 OS144 | 25 nov 2000 | Kitt Peak        | Spacewatch          | Mitidika  | MPC                           |
| 454494               | 2014 OR150 | 10 nov 2006 | Kitt Peak        | Spacewatch          | —         | MPC                           |
| 454495               | 2014 OW151 | 11 dez 2002 | Socorro          | LINEAR              | Phocaea   | MPC                           |
| 454496               | 2014 OP155 | 15 jan 2008 | Mount Lemmon     | Mount Lemmon Survey | —         | MPC                           |
| 454497               | 2014 OP170 | 10 out 2010 | Kitt Peak        | Spacewatch          | —         | MPC                           |
| 454498               | 2014 OM175 | 24 dez 2006 | Kitt Peak        | Spacewatch          | —         | MPC                           |
| 454499               | 2014 OU176 | 28 set 2006 | Mount Lemmon     | Mount Lemmon Survey | —         | MPC                           |
| 454500               | 2014 OD178 | 17 set 2010 | Mount Lemmon     | Mount Lemmon Survey | —         | MPC                           |

## 454501–454600
| Designação            | Designação | Descoberta  | Descoberta   | Descobridor(es)     | Categoria | Mais informações / Referência |
| Permanente            | Provisória | Data        | Local        | Descobridor(es)     | Categoria | Mais informações / Referência |
| --------------------- | ---------- | ----------- | ------------ | ------------------- | --------- | ----------------------------- |
| 454501                | 2014 OF178 | 7 jan 2005  | Catalina     | CSS                 | —         | MPC                           |
| 454502                | 2014 OX178 | 11 out 2007 | Catalina     | CSS                 | —         | MPC                           |
| 454503                | 2014 OY178 | 4 abr 2005  | Mount Lemmon | Mount Lemmon Survey | —         | MPC                           |
| 454504                | 2014 OD180 | 30 abr 2008 | Kitt Peak    | Spacewatch          | —         | MPC                           |
| 454505 Suntharalingam | 2014 OS180 | 20 jan 2010 | WISE         | WISE                | —         | MPC                           |
| 454506                | 2014 OB181 | 13 out 2007 | Catalina     | CSS                 | —         | MPC                           |
| 454507                | 2014 OK182 | 14 abr 2008 | Mount Lemmon | Mount Lemmon Survey | —         | MPC                           |
| 454508                | 2014 OQ184 | 2 dez 2005  | Mount Lemmon | Mount Lemmon Survey | —         | MPC                           |
| 454509                | 2014 OG185 | 31 out 2006 | Mount Lemmon | Mount Lemmon Survey | —         | MPC                           |
| 454510                | 2014 OU185 | 2 jan 2011  | Mount Lemmon | Mount Lemmon Survey | —         | MPC                           |
| 454511                | 2014 OJ197 | 8 jan 2010  | WISE         | WISE                | —         | MPC                           |
| 454512                | 2014 OT201 | 22 dez 2005 | Kitt Peak    | Spacewatch          | —         | MPC                           |
| 454513                | 2014 OB205 | 30 ago 2005 | Kitt Peak    | Spacewatch          | —         | MPC                           |
| 454514                | 2014 OA210 | 5 dez 2007  | Mount Lemmon | Mount Lemmon Survey | —         | MPC                           |
| 454515                | 2014 OG212 | 22 nov 2000 | Kitt Peak    | Spacewatch          | —         | MPC                           |
| 454516                | 2014 ON214 | 23 set 2009 | Catalina     | CSS                 | —         | MPC                           |
| 454517                | 2014 OK215 | 10 fev 2010 | Kitt Peak    | Spacewatch          | —         | MPC                           |
| 454518                | 2014 OA218 | 10 abr 2010 | Kitt Peak    | Spacewatch          | —         | MPC                           |
| 454519                | 2014 OL220 | 11 fev 2008 | Mount Lemmon | Mount Lemmon Survey | —         | MPC                           |
| 454520                | 2014 OM224 | 28 out 2010 | Mount Lemmon | Mount Lemmon Survey | —         | MPC                           |
| 454521                | 2014 OH226 | 25 out 2005 | Kitt Peak    | Spacewatch          | —         | MPC                           |
| 454522                | 2014 OX226 | 5 jun 2013  | Mount Lemmon | Mount Lemmon Survey | —         | MPC                           |
| 454523                | 2014 OR240 | 26 set 2006 | Kitt Peak    | Spacewatch          | —         | MPC                           |
| 454524                | 2014 OB241 | 8 out 2007  | Mount Lemmon | Mount Lemmon Survey | —         | MPC                           |
| 454525                | 2014 OD243 | 14 mar 2004 | Kitt Peak    | Spacewatch          | —         | MPC                           |
| 454526                | 2014 ON246 | 19 jan 2012 | Kitt Peak    | Spacewatch          | —         | MPC                           |
| 454527                | 2014 OM263 | 14 dez 2010 | Mount Lemmon | Mount Lemmon Survey | —         | MPC                           |
| 454528                | 2014 OZ273 | 30 out 2002 | Kitt Peak    | Spacewatch          | —         | MPC                           |
| 454529                | 2014 OQ276 | 17 out 1998 | Kitt Peak    | Spacewatch          | —         | MPC                           |
| 454530                | 2014 OW282 | 17 ago 2009 | Kitt Peak    | Spacewatch          | —         | MPC                           |
| 454531                | 2014 OT286 | 23 mar 2006 | Mount Lemmon | Mount Lemmon Survey | —         | MPC                           |
| 454532                | 2014 OP291 | 10 jan 2011 | Mount Lemmon | Mount Lemmon Survey | —         | MPC                           |
| 454533                | 2014 OG308 | 22 jan 2006 | Mount Lemmon | Mount Lemmon Survey | —         | MPC                           |
| 454534                | 2014 OH309 | 27 jul 2009 | Kitt Peak    | Spacewatch          | Brangane  | MPC                           |
| 454535                | 2014 OB311 | 10 set 2010 | Kitt Peak    | Spacewatch          | —         | MPC                           |
| 454536                | 2014 OX317 | 19 mar 2007 | Mount Lemmon | Mount Lemmon Survey | —         | MPC                           |
| 454537                | 2014 OD333 | 13 mai 1996 | Kitt Peak    | Spacewatch          | —         | MPC                           |
| 454538                | 2014 OW333 | 10 abr 2013 | Mount Lemmon | Mount Lemmon Survey | Brangane  | MPC                           |
| 454539                | 2014 OE334 | 23 abr 2009 | Mount Lemmon | Mount Lemmon Survey | —         | MPC                           |
| 454540                | 2014 OF334 | 31 mar 2010 | WISE         | WISE                | —         | MPC                           |
| 454541                | 2014 OA336 | 20 set 2006 | Catalina     | CSS                 | —         | MPC                           |
| 454542                | 2014 OS341 | 15 jan 2004 | Kitt Peak    | Spacewatch          | —         | MPC                           |
| 454543                | 2014 OK342 | 1 abr 2008  | Kitt Peak    | Spacewatch          | —         | MPC                           |
| 454544                | 2014 ON351 | 2 jun 2014  | Mount Lemmon | Mount Lemmon Survey | —         | MPC                           |
| 454545                | 2014 OE353 | 10 set 2010 | Kitt Peak    | Spacewatch          | —         | MPC                           |
| 454546                | 2014 OP354 | 29 set 2011 | Mount Lemmon | Mount Lemmon Survey | —         | MPC                           |
| 454547                | 2014 OA355 | 5 jan 2006  | Kitt Peak    | Spacewatch          | —         | MPC                           |
| 454548                | 2014 OT364 | 26 mar 2008 | Mount Lemmon | Mount Lemmon Survey | —         | MPC                           |
| 454549                | 2014 ON377 | 2 nov 2005  | Mount Lemmon | Mount Lemmon Survey | —         | MPC                           |
| 454550                | 2014 OG385 | 10 ago 2010 | Kitt Peak    | Spacewatch          | —         | MPC                           |
| 454551                | 2014 OJ385 | 16 set 2010 | Kitt Peak    | Spacewatch          | —         | MPC                           |
| 454552                | 2014 OU385 | 9 dez 2010  | Kitt Peak    | Spacewatch          | —         | MPC                           |
| 454553                | 2014 OZ385 | 23 out 2006 | Kitt Peak    | Spacewatch          | —         | MPC                           |
| 454554                | 2014 OA386 | 17 out 2010 | Mount Lemmon | Mount Lemmon Survey | —         | MPC                           |
| 454555                | 2014 OB386 | 6 jul 2005  | Kitt Peak    | Spacewatch          | —         | MPC                           |
| 454556                | 2014 OS388 | 21 fev 2009 | Kitt Peak    | Spacewatch          | —         | MPC                           |
| 454557                | 2014 OY388 | 5 nov 2010  | Mount Lemmon | Mount Lemmon Survey | —         | MPC                           |
| 454558                | 2014 OZ388 | 25 dez 2005 | Kitt Peak    | Spacewatch          | Brangane  | MPC                           |
| 454559                | 2014 PF    | 9 abr 2010  | Catalina     | CSS                 | —         | MPC                           |
| 454560                | 2014 PH1   | 1 abr 2013  | Mount Lemmon | Mount Lemmon Survey | —         | MPC                           |
| 454561                | 2014 PK2   | 15 set 2006 | Kitt Peak    | Spacewatch          | —         | MPC                           |
| 454562                | 2014 PN2   | 11 nov 2010 | Mount Lemmon | Mount Lemmon Survey | —         | MPC                           |
| 454563                | 2014 PS3   | 18 mar 2002 | Kitt Peak    | Spacewatch          | Mitidika  | MPC                           |
| 454564                | 2014 PW5   | 14 jun 2010 | WISE         | WISE                | —         | MPC                           |
| 454565                | 2014 PC6   | 9 out 1999  | Kitt Peak    | Spacewatch          | —         | MPC                           |
| 454566                | 2014 PM6   | 7 nov 2010  | Mount Lemmon | Mount Lemmon Survey | Brangane  | MPC                           |
| 454567                | 2014 PS7   | 31 out 2006 | Mount Lemmon | Mount Lemmon Survey | —         | MPC                           |
| 454568                | 2014 PV7   | 8 set 2010  | Kitt Peak    | Spacewatch          | —         | MPC                           |
| 454569                | 2014 PR8   | 12 nov 2010 | Catalina     | CSS                 | —         | MPC                           |
| 454570                | 2014 PE9   | 22 set 2003 | Kitt Peak    | Spacewatch          | —         | MPC                           |
| 454571                | 2014 PK9   | 19 out 2011 | Mount Lemmon | Mount Lemmon Survey | —         | MPC                           |
| 454572                | 2014 PZ10  | 2 abr 2005  | Kitt Peak    | Spacewatch          | —         | MPC                           |
| 454573                | 2014 PO13  | 27 fev 2006 | Mount Lemmon | Mount Lemmon Survey | —         | MPC                           |
| 454574                | 2014 PS14  | 1 fev 2012  | Mount Lemmon | Mount Lemmon Survey | —         | MPC                           |
| 454575                | 2014 PD16  | 4 set 2010  | Kitt Peak    | Spacewatch          | —         | MPC                           |
| 454576                | 2014 PZ16  | 21 set 2009 | Kitt Peak    | Spacewatch          | —         | MPC                           |
| 454577                | 2014 PE18  | 10 dez 2010 | Kitt Peak    | Spacewatch          | —         | MPC                           |
| 454578                | 2014 PG18  | 5 out 2004  | Kitt Peak    | Spacewatch          | —         | MPC                           |
| 454579                | 2014 PW19  | 25 mar 2006 | Mount Lemmon | Mount Lemmon Survey | Mitidika  | MPC                           |
| 454580                | 2014 PG22  | 29 out 2005 | Mount Lemmon | Mount Lemmon Survey | —         | MPC                           |
| 454581                | 2014 PU24  | 14 fev 1997 | Xinglong     | SCAP                | —         | MPC                           |
| 454582                | 2014 PV24  | 25 fev 2006 | Kitt Peak    | Spacewatch          | —         | MPC                           |
| 454583                | 2014 PW25  | 27 jan 2006 | Mount Lemmon | Mount Lemmon Survey | —         | MPC                           |
| 454584                | 2014 PN26  | 4 jan 2006  | Kitt Peak    | Spacewatch          | Brangane  | MPC                           |
| 454585                | 2014 PZ28  | 21 jan 2006 | Kitt Peak    | Spacewatch          | —         | MPC                           |
| 454586                | 2014 PM30  | 22 out 2009 | Mount Lemmon | Mount Lemmon Survey | —         | MPC                           |
| 454587                | 2014 PA33  | 28 fev 2008 | Mount Lemmon | Mount Lemmon Survey | Eos       | MPC                           |
| 454588                | 2014 PZ35  | 1 nov 2010  | Mount Lemmon | Mount Lemmon Survey | Themis    | MPC                           |
| 454589                | 2014 PX37  | 24 set 2009 | Mount Lemmon | Mount Lemmon Survey | —         | MPC                           |
| 454590                | 2014 PJ39  | 25 fev 2007 | Mount Lemmon | Mount Lemmon Survey | —         | MPC                           |
| 454591                | 2014 PW41  | 16 out 2009 | Catalina     | CSS                 | Brangane  | MPC                           |
| 454592                | 2014 PT42  | 15 mai 2009 | Kitt Peak    | Spacewatch          | Phocaea   | MPC                           |
| 454593                | 2014 PC44  | 27 mar 2010 | WISE         | WISE                | —         | MPC                           |
| 454594                | 2014 PV44  | 14 set 2007 | Mount Lemmon | Mount Lemmon Survey | —         | MPC                           |
| 454595                | 2014 PK47  | 2 set 2010  | Mount Lemmon | Mount Lemmon Survey | Phocaea   | MPC                           |
| 454596                | 2014 PC48  | 18 mar 1998 | Kitt Peak    | Spacewatch          | Mitidika  | MPC                           |
| 454597                | 2014 PV49  | 22 jan 1998 | Kitt Peak    | Spacewatch          | —         | MPC                           |
| 454598                | 2014 PE57  | 7 jul 2010  | WISE         | WISE                | —         | MPC                           |
| 454599                | 2014 PF58  | 9 nov 2007  | Kitt Peak    | Spacewatch          | Pallas    | MPC                           |
| 454600                | 2014 PT62  | 27 fev 2006 | Kitt Peak    | Spacewatch          | Mitidika  | MPC                           |

## 454601–454700
| Designação | Designação | Descoberta  | Descoberta       | Descobridor(es)     | Categoria | Mais informações / Referência |
| Permanente | Provisória | Data        | Local            | Descobridor(es)     | Categoria | Mais informações / Referência |
| ---------- | ---------- | ----------- | ---------------- | ------------------- | --------- | ----------------------------- |
| 454601     | 2014 PM65  | 19 mai 2004 | Kitt Peak        | Spacewatch          | —         | MPC                           |
| 454602     | 2014 PB66  | 22 out 2009 | Mount Lemmon     | Mount Lemmon Survey | —         | MPC                           |
| 454603     | 2014 PF66  | 14 out 2001 | Kitt Peak        | Spacewatch          | Henan     | MPC                           |
| 454604     | 2014 QJ15  | 10 dez 2004 | Kitt Peak        | Spacewatch          | —         | MPC                           |
| 454605     | 2014 QN19  | 19 set 2003 | Kitt Peak        | Spacewatch          | —         | MPC                           |
| 454606     | 2014 QD22  | 8 nov 2009  | Mount Lemmon     | Mount Lemmon Survey | —         | MPC                           |
| 454607     | 2014 QX26  | 5 abr 2000  | Socorro          | LINEAR              | —         | MPC                           |
| 454608     | 2014 QL27  | 22 set 2009 | Kitt Peak        | Spacewatch          | —         | MPC                           |
| 454609     | 2014 QN30  | 4 fev 2010  | WISE             | WISE                | —         | MPC                           |
| 454610     | 2014 QD35  | 13 out 2005 | Kitt Peak        | Spacewatch          | Charis    | MPC                           |
| 454611     | 2014 QP40  | 26 set 2009 | Kitt Peak        | Spacewatch          | —         | MPC                           |
| 454612     | 2014 QW44  | 23 set 2011 | Kitt Peak        | Spacewatch          | —         | MPC                           |
| 454613     | 2014 QO45  | 13 fev 2004 | Kitt Peak        | Spacewatch          | —         | MPC                           |
| 454614     | 2014 QU45  | 19 ago 2006 | Kitt Peak        | Spacewatch          | —         | MPC                           |
| 454615     | 2014 QX46  | 15 out 2004 | Mount Lemmon     | Mount Lemmon Survey | —         | MPC                           |
| 454616     | 2014 QN59  | 20 jan 2012 | Mount Lemmon     | Mount Lemmon Survey | —         | MPC                           |
| 454617     | 2014 QR66  | 11 set 2010 | Mount Lemmon     | Mount Lemmon Survey | —         | MPC                           |
| 454618     | 2014 QY72  | 1 ago 2003  | Socorro          | LINEAR              | —         | MPC                           |
| 454619     | 2014 QT90  | 17 set 2009 | Mount Lemmon     | Mount Lemmon Survey | Brangane  | MPC                           |
| 454620     | 2014 QF105 | 6 jul 2005  | Kitt Peak        | Spacewatch          | —         | MPC                           |
| 454621     | 2014 QE117 | 4 set 2008  | Kitt Peak        | Spacewatch          | —         | MPC                           |
| 454622     | 2014 QM119 | 26 jan 2011 | Mount Lemmon     | Mount Lemmon Survey | —         | MPC                           |
| 454623     | 2014 QV126 | 18 set 2009 | Kitt Peak        | Spacewatch          | —         | MPC                           |
| 454624     | 2014 QG130 | 7 out 2004  | Kitt Peak        | Spacewatch          | —         | MPC                           |
| 454625     | 2014 QD132 | 28 out 2005 | Kitt Peak        | Spacewatch          | —         | MPC                           |
| 454626     | 2014 QT132 | 15 set 2009 | Kitt Peak        | Spacewatch          | —         | MPC                           |
| 454627     | 2014 QO133 | 22 out 2009 | Mount Lemmon     | Mount Lemmon Survey | —         | MPC                           |
| 454628     | 2014 QX135 | 15 set 2009 | Kitt Peak        | Spacewatch          | —         | MPC                           |
| 454629     | 2014 QA143 | 15 jun 2013 | Mount Lemmon     | Mount Lemmon Survey | —         | MPC                           |
| 454630     | 2014 QD168 | 25 abr 2006 | Kitt Peak        | Spacewatch          | —         | MPC                           |
| 454631     | 2014 QR173 | 23 set 2008 | Kitt Peak        | Spacewatch          | —         | MPC                           |
| 454632     | 2014 QV175 | 10 fev 2008 | Kitt Peak        | Spacewatch          | —         | MPC                           |
| 454633     | 2014 QE179 | 12 set 2007 | Catalina         | CSS                 | —         | MPC                           |
| 454634     | 2014 QT181 | 19 fev 2009 | Mount Lemmon     | Mount Lemmon Survey | —         | MPC                           |
| 454635     | 2014 QK188 | 15 mar 2012 | Kitt Peak        | Spacewatch          | —         | MPC                           |
| 454636     | 2014 QV194 | 15 jan 2008 | Mount Lemmon     | Mount Lemmon Survey | —         | MPC                           |
| 454637     | 2014 QM201 | 11 out 2010 | Mount Lemmon     | Mount Lemmon Survey | —         | MPC                           |
| 454638     | 2014 QL207 | 1 out 2005  | Mount Lemmon     | Mount Lemmon Survey | —         | MPC                           |
| 454639     | 2014 QZ213 | 20 out 2003 | Kitt Peak        | Spacewatch          | —         | MPC                           |
| 454640     | 2014 QU215 | 25 abr 2004 | Kitt Peak        | Spacewatch          | —         | MPC                           |
| 454641     | 2014 QB219 | 15 set 2009 | Kitt Peak        | Spacewatch          | —         | MPC                           |
| 454642     | 2014 QK220 | 13 jun 2004 | Kitt Peak        | Spacewatch          | —         | MPC                           |
| 454643     | 2014 QP237 | 17 out 2003 | Kitt Peak        | Spacewatch          | —         | MPC                           |
| 454644     | 2014 QK244 | 28 dez 2005 | Kitt Peak        | Spacewatch          | Brangane  | MPC                           |
| 454645     | 2014 QL247 | 11 mai 2007 | Mount Lemmon     | Mount Lemmon Survey | —         | MPC                           |
| 454646     | 2014 QY253 | 11 jan 2011 | Kitt Peak        | Spacewatch          | —         | MPC                           |
| 454647     | 2014 QU257 | 9 nov 2009  | Mount Lemmon     | Mount Lemmon Survey | —         | MPC                           |
| 454648     | 2014 QE266 | 3 set 2010  | Mount Lemmon     | Mount Lemmon Survey | —         | MPC                           |
| 454649     | 2014 QB267 | 18 set 2003 | Kitt Peak        | Spacewatch          | Brangane  | MPC                           |
| 454650     | 2014 QK273 | 16 out 2006 | Kitt Peak        | Spacewatch          | —         | MPC                           |
| 454651     | 2014 QZ276 | 4 nov 1996  | Kitt Peak        | Spacewatch          | —         | MPC                           |
| 454652     | 2014 QX278 | 19 nov 2006 | Catalina         | CSS                 | —         | MPC                           |
| 454653     | 2014 QE298 | 4 ago 2003  | Kitt Peak        | Spacewatch          | —         | MPC                           |
| 454654     | 2014 QB301 | 7 nov 2010  | Mount Lemmon     | Mount Lemmon Survey | —         | MPC                           |
| 454655     | 2014 QW303 | 9 jan 2006  | Kitt Peak        | Spacewatch          | Brangane  | MPC                           |
| 454656     | 2014 QV305 | 16 set 2003 | Kitt Peak        | Spacewatch          | —         | MPC                           |
| 454657     | 2014 QG314 | 11 out 1999 | Kitt Peak        | Spacewatch          | —         | MPC                           |
| 454658     | 2014 QH317 | 28 fev 2008 | Mount Lemmon     | Mount Lemmon Survey | —         | MPC                           |
| 454659     | 2014 QW319 | 2 dez 2005  | Kitt Peak        | Spacewatch          | —         | MPC                           |
| 454660     | 2014 QX323 | 18 ago 2009 | Kitt Peak        | Spacewatch          | —         | MPC                           |
| 454661     | 2014 QN336 | 4 set 2008  | Kitt Peak        | Spacewatch          | —         | MPC                           |
| 454662     | 2014 QM337 | 17 set 1998 | Kitt Peak        | Spacewatch          | —         | MPC                           |
| 454663     | 2014 QT337 | 2 jan 2012  | Kitt Peak        | Spacewatch          | —         | MPC                           |
| 454664     | 2014 QB346 | 19 nov 2007 | Mount Lemmon     | Mount Lemmon Survey | —         | MPC                           |
| 454665     | 2014 QP349 | 14 out 2010 | Mount Lemmon     | Mount Lemmon Survey | Themis    | MPC                           |
| 454666     | 2014 QB370 | 27 set 2009 | Mount Lemmon     | Mount Lemmon Survey | —         | MPC                           |
| 454667     | 2014 QM370 | 27 mar 1995 | Kitt Peak        | Spacewatch          | —         | MPC                           |
| 454668     | 2014 QY370 | 29 mar 2008 | Mount Lemmon     | Mount Lemmon Survey | —         | MPC                           |
| 454669     | 2014 QA371 | 2 out 2006  | Mount Lemmon     | Mount Lemmon Survey | —         | MPC                           |
| 454670     | 2014 QB376 | 14 mar 2007 | Mount Lemmon     | Mount Lemmon Survey | —         | MPC                           |
| 454671     | 2014 QS377 | 20 nov 2006 | Kitt Peak        | Spacewatch          | —         | MPC                           |
| 454672     | 2014 QZ377 | 17 jan 2007 | Kitt Peak        | Spacewatch          | —         | MPC                           |
| 454673     | 2014 QD378 | 15 abr 1997 | Kitt Peak        | Spacewatch          | —         | MPC                           |
| 454674     | 2014 QF386 | 14 dez 2004 | Kitt Peak        | Spacewatch          | Brangane  | MPC                           |
| 454675     | 2014 QZ387 | 3 mar 2005  | Kitt Peak        | Spacewatch          | —         | MPC                           |
| 454676     | 2014 QD402 | 4 jun 2013  | Mount Lemmon     | Mount Lemmon Survey | —         | MPC                           |
| 454677     | 2014 QX402 | 29 set 2009 | Mount Lemmon     | Mount Lemmon Survey | —         | MPC                           |
| 454678     | 2014 QL410 | 13 fev 2010 | WISE             | WISE                | —         | MPC                           |
| 454679     | 2014 QQ414 | 12 set 2005 | Kitt Peak        | Spacewatch          | —         | MPC                           |
| 454680     | 2014 QG418 | 7 mai 2002  | Kitt Peak        | Spacewatch          | —         | MPC                           |
| 454681     | 2014 QB425 | 29 out 2010 | Mount Lemmon     | Mount Lemmon Survey | —         | MPC                           |
| 454682     | 2014 QR426 | 1 out 2003  | Kitt Peak        | Spacewatch          | —         | MPC                           |
| 454683     | 2014 QA437 | 1 out 2005  | Anderson Mesa    | LONEOS              | —         | MPC                           |
| 454684     | 2014 QZ439 | 11 nov 2004 | Kitt Peak        | Spacewatch          | —         | MPC                           |
| 454685     | 2014 RL3   | 28 ago 2005 | Kitt Peak        | Spacewatch          | —         | MPC                           |
| 454686     | 2014 RX4   | 1 jun 1997  | Kitt Peak        | Spacewatch          | —         | MPC                           |
| 454687     | 2014 RR16  | 14 mar 2012 | Catalina         | CSS                 | —         | MPC                           |
| 454688     | 2014 RF20  | 23 jan 2006 | Kitt Peak        | Spacewatch          | Brangane  | MPC                           |
| 454689     | 2014 RJ21  | 26 mar 2004 | Kitt Peak        | Spacewatch          | —         | MPC                           |
| 454690     | 2014 RW21  | 20 jun 2006 | Mount Lemmon     | Mount Lemmon Survey | —         | MPC                           |
| 454691     | 2014 RE22  | 2 mar 2008  | Mount Lemmon     | Mount Lemmon Survey | —         | MPC                           |
| 454692     | 2014 RN24  | 6 out 2005  | Kitt Peak        | Spacewatch          | —         | MPC                           |
| 454693     | 2014 RP34  | 23 jan 2011 | Mount Lemmon     | Mount Lemmon Survey | —         | MPC                           |
| 454694     | 2014 RC35  | 13 mai 2007 | Mount Lemmon     | Mount Lemmon Survey | —         | MPC                           |
| 454695     | 2014 RQ35  | 13 jan 2005 | Kitt Peak        | Spacewatch          | —         | MPC                           |
| 454696     | 2014 SF12  | 12 out 1998 | Kitt Peak        | Spacewatch          | —         | MPC                           |
| 454697     | 2014 SX48  | 26 mar 2007 | Kitt Peak        | Spacewatch          | —         | MPC                           |
| 454698     | 2014 SW52  | 10 dez 2006 | Kitt Peak        | Spacewatch          | Henan     | MPC                           |
| 454699     | 2014 SZ90  | 29 mai 2008 | Mount Lemmon     | Mount Lemmon Survey | —         | MPC                           |
| 454700     | 2014 SP91  | 19 ago 2003 | Campo Imperatore | CINEOS              | —         | MPC                           |

## 454701–454800
| Designação | Designação | Descoberta  | Descoberta    | Descobridor(es)     | Categoria | Mais informações / Referência |
| Permanente | Provisória | Data        | Local         | Descobridor(es)     | Categoria | Mais informações / Referência |
| ---------- | ---------- | ----------- | ------------- | ------------------- | --------- | ----------------------------- |
| 454701     | 2014 SV92  | 2 out 2005  | Mount Lemmon  | Mount Lemmon Survey | —         | MPC                           |
| 454702     | 2014 SZ100 | 7 set 2004  | Kitt Peak     | Spacewatch          | —         | MPC                           |
| 454703     | 2014 SP102 | 13 mar 2005 | Kitt Peak     | Spacewatch          | —         | MPC                           |
| 454704     | 2014 SZ103 | 19 nov 2009 | Mount Lemmon  | Mount Lemmon Survey | —         | MPC                           |
| 454705     | 2014 SJ107 | 15 set 2009 | Kitt Peak     | Spacewatch          | —         | MPC                           |
| 454706     | 2014 SO111 | 19 set 2003 | Kitt Peak     | Spacewatch          | —         | MPC                           |
| 454707     | 2014 SU114 | 15 nov 1995 | Kitt Peak     | Spacewatch          | —         | MPC                           |
| 454708     | 2014 SS117 | 30 dez 2005 | Kitt Peak     | Spacewatch          | —         | MPC                           |
| 454709     | 2014 SS124 | 18 dez 2004 | Mount Lemmon  | Mount Lemmon Survey | —         | MPC                           |
| 454710     | 2014 SX125 | 23 ago 2004 | Kitt Peak     | Spacewatch          | —         | MPC                           |
| 454711     | 2014 SP130 | 2 mar 2006  | Kitt Peak     | Spacewatch          | —         | MPC                           |
| 454712     | 2014 SZ158 | 28 set 2003 | Kitt Peak     | Spacewatch          | —         | MPC                           |
| 454713     | 2014 SK162 | 15 abr 2007 | Mount Lemmon  | Mount Lemmon Survey | —         | MPC                           |
| 454714     | 2014 SR172 | 25 out 2005 | Mount Lemmon  | Mount Lemmon Survey | —         | MPC                           |
| 454715     | 2014 SW178 | 30 set 2003 | Kitt Peak     | Spacewatch          | —         | MPC                           |
| 454716     | 2014 SN189 | 16 set 2009 | Mount Lemmon  | Mount Lemmon Survey | Brangane  | MPC                           |
| 454717     | 2014 SM212 | 30 mar 2011 | Mount Lemmon  | Mount Lemmon Survey | —         | MPC                           |
| 454718     | 2014 SY220 | 19 out 2006 | Catalina      | CSS                 | —         | MPC                           |
| 454719     | 2014 SS222 | 16 mar 2010 | WISE          | WISE                | —         | MPC                           |
| 454720     | 2014 SV222 | 6 mar 2008  | Mount Lemmon  | Mount Lemmon Survey | —         | MPC                           |
| 454721     | 2014 SJ223 | 14 out 2009 | Mount Lemmon  | Mount Lemmon Survey | —         | MPC                           |
| 454722     | 2014 SN223 | 16 nov 2006 | Catalina      | CSS                 | —         | MPC                           |
| 454723     | 2014 SF264 | 7 set 2004  | Kitt Peak     | Spacewatch          | —         | MPC                           |
| 454724     | 2014 ST265 | 1 jul 2008  | Kitt Peak     | Spacewatch          | Brangane  | MPC                           |
| 454725     | 2014 SB267 | 14 jan 2011 | Kitt Peak     | Spacewatch          | —         | MPC                           |
| 454726     | 2014 SB278 | 9 nov 2009  | Mount Lemmon  | Mount Lemmon Survey | Brangane  | MPC                           |
| 454727     | 2014 SQ289 | 17 out 2010 | Mount Lemmon  | Mount Lemmon Survey | —         | MPC                           |
| 454728     | 2014 TR12  | 23 out 2003 | Kitt Peak     | Spacewatch          | —         | MPC                           |
| 454729     | 2014 TR37  | 5 out 2003  | Kitt Peak     | Spacewatch          | —         | MPC                           |
| 454730     | 2014 TY41  | 19 abr 2007 | Kitt Peak     | Spacewatch          | —         | MPC                           |
| 454731     | 2014 TZ63  | 20 set 2009 | Mount Lemmon  | Mount Lemmon Survey | —         | MPC                           |
| 454732     | 2014 TW81  | 6 dez 2005  | Kitt Peak     | Spacewatch          | —         | MPC                           |
| 454733     | 2014 TO85  | 1 out 2003  | Anderson Mesa | LONEOS              | —         | MPC                           |
| 454734     | 2014 UL8   | 28 nov 2000 | Kitt Peak     | Spacewatch          | —         | MPC                           |
| 454735     | 2014 UM13  | 23 jun 2011 | Kitt Peak     | Spacewatch          | —         | MPC                           |
| 454736     | 2014 UW17  | 28 out 2005 | Mount Lemmon  | Mount Lemmon Survey | —         | MPC                           |
| 454737     | 2014 UL18  | 14 abr 2010 | WISE          | WISE                | —         | MPC                           |
| 454738     | 2014 US89  | 26 mar 2011 | Mount Lemmon  | Mount Lemmon Survey | Brangane  | MPC                           |
| 454739     | 2014 UC92  | 16 nov 2009 | Kitt Peak     | Spacewatch          | —         | MPC                           |
| 454740     | 2014 UX92  | 25 abr 2006 | Kitt Peak     | Spacewatch          | —         | MPC                           |
| 454741     | 2014 UB106 | 27 nov 2009 | Kitt Peak     | Spacewatch          | —         | MPC                           |
| 454742     | 2014 UW124 | 13 out 2010 | Catalina      | CSS                 | —         | MPC                           |
| 454743     | 2014 UH126 | 14 mai 2007 | Siding Spring | SSS                 | Eos       | MPC                           |
| 454744     | 2014 UL133 | 4 abr 2008  | Kitt Peak     | Spacewatch          | —         | MPC                           |
| 454745     | 2014 UT140 | 19 mar 2001 | Kitt Peak     | Spacewatch          | —         | MPC                           |
| 454746     | 2014 UA187 | 22 out 2003 | Kitt Peak     | Spacewatch          | —         | MPC                           |
| 454747     | 2014 UX194 | 9 nov 2009  | Mount Lemmon  | Mount Lemmon Survey | Brangane  | MPC                           |
| 454748     | 2014 UA204 | 14 nov 2007 | Kitt Peak     | Spacewatch          | —         | MPC                           |
| 454749     | 2014 UG204 | 26 nov 2005 | Kitt Peak     | Spacewatch          | —         | MPC                           |
| 454750     | 2014 UP216 | 14 jan 2010 | Kitt Peak     | Spacewatch          | —         | MPC                           |
| 454751     | 2014 VU5   | 19 nov 2009 | Kitt Peak     | Spacewatch          | —         | MPC                           |
| 454752     | 2014 VU9   | 11 abr 2008 | Mount Lemmon  | Mount Lemmon Survey | —         | MPC                           |
| 454753     | 2014 VQ12  | 30 mar 2008 | Kitt Peak     | Spacewatch          | —         | MPC                           |
| 454754     | 2014 VP15  | 6 mar 2010  | WISE          | WISE                | —         | MPC                           |
| 454755     | 2014 VZ16  | 30 jul 2008 | Mount Lemmon  | Mount Lemmon Survey | —         | MPC                           |
| 454756     | 2014 WV6   | 26 jan 2006 | Mount Lemmon  | Mount Lemmon Survey | —         | MPC                           |
| 454757     | 2014 WD23  | 2 out 2003  | Kitt Peak     | Spacewatch          | —         | MPC                           |
| 454758     | 2014 WV23  | 21 dez 2006 | Kitt Peak     | Spacewatch          | —         | MPC                           |
| 454759     | 2014 WG32  | 16 jun 2007 | Kitt Peak     | Spacewatch          | —         | MPC                           |
| 454760     | 2014 WF48  | 18 abr 2006 | Anderson Mesa | LONEOS              | —         | MPC                           |
| 454761     | 2014 WX67  | 31 out 2005 | Mount Lemmon  | Mount Lemmon Survey | —         | MPC                           |
| 454762     | 2014 WU115 | 25 mar 2006 | Kitt Peak     | Spacewatch          | —         | MPC                           |
| 454763     | 2014 WJ116 | 29 mar 2008 | Kitt Peak     | Spacewatch          | —         | MPC                           |
| 454764     | 2014 WW172 | 10 set 2010 | Kitt Peak     | Spacewatch          | —         | MPC                           |
| 454765     | 2014 WJ213 | 19 nov 2003 | Kitt Peak     | Spacewatch          | —         | MPC                           |
| 454766     | 2014 WF228 | 18 mar 2004 | Kitt Peak     | Spacewatch          | —         | MPC                           |
| 454767     | 2014 WV235 | 31 jan 2006 | Kitt Peak     | Spacewatch          | —         | MPC                           |
| 454768     | 2014 WN237 | 30 jul 2008 | Mount Lemmon  | Mount Lemmon Survey | —         | MPC                           |
| 454769     | 2014 WC243 | 31 ago 2005 | Anderson Mesa | LONEOS              | —         | MPC                           |
| 454770     | 2014 WE253 | 13 ago 2009 | Siding Spring | SSS                 | —         | MPC                           |
| 454771     | 2014 WR277 | 1 dez 1994  | Kitt Peak     | Spacewatch          | —         | MPC                           |
| 454772     | 2014 WK288 | 16 jun 2006 | Kitt Peak     | Spacewatch          | —         | MPC                           |
| 454773     | 2014 WO318 | 26 nov 2009 | Mount Lemmon  | Mount Lemmon Survey | —         | MPC                           |
| 454774     | 2014 WR320 | 5 mar 2006  | Kitt Peak     | Spacewatch          | —         | MPC                           |
| 454775     | 2014 WH400 | 21 ago 2008 | Kitt Peak     | Spacewatch          | —         | MPC                           |
| 454776     | 2014 WL400 | 13 jan 2005 | Kitt Peak     | Spacewatch          | —         | MPC                           |
| 454777     | 2014 WA423 | 25 mai 2006 | Mount Lemmon  | Mount Lemmon Survey | —         | MPC                           |
| 454778     | 2014 WE464 | 9 out 2008  | Mount Lemmon  | Mount Lemmon Survey | Brangane  | MPC                           |
| 454779     | 2014 XZ3   | 30 out 2005 | Catalina      | CSS                 | —         | MPC                           |
| 454780     | 2014 XE6   | 1 mar 2010  | WISE          | WISE                | —         | MPC                           |
| 454781     | 2014 XK11  | 10 abr 2010 | WISE          | WISE                | —         | MPC                           |
| 454782     | 2014 XY28  | 25 nov 2009 | Kitt Peak     | Spacewatch          | —         | MPC                           |
| 454783     | 2014 YR16  | 19 dez 2009 | Kitt Peak     | Spacewatch          | Brangane  | MPC                           |
| 454784     | 2014 YD21  | 17 dez 2009 | Mount Lemmon  | Mount Lemmon Survey | —         | MPC                           |
| 454785     | 2014 YW25  | 26 out 2008 | Mount Lemmon  | Mount Lemmon Survey | —         | MPC                           |
| 454786     | 2015 AJ1   | 8 set 1996  | Kitt Peak     | Spacewatch          | —         | MPC                           |
| 454787     | 2015 NW6   | 12 dez 2012 | Mount Lemmon  | Mount Lemmon Survey | —         | MPC                           |
| 454788     | 2015 OT24  | 30 dez 2008 | Kitt Peak     | Spacewatch          | —         | MPC                           |
| 454789     | 2015 OQ27  | 14 set 2005 | Catalina      | CSS                 | —         | MPC                           |
| 454790     | 2015 OF36  | 30 jul 2008 | Mount Lemmon  | Mount Lemmon Survey | —         | MPC                           |
| 454791     | 2015 OU76  | 5 dez 2008  | Mount Lemmon  | Mount Lemmon Survey | —         | MPC                           |
| 454792     | 2015 PT10  | 8 jun 2010  | WISE          | WISE                | —         | MPC                           |
| 454793     | 2015 PL12  | 24 out 1995 | Kitt Peak     | Spacewatch          | —         | MPC                           |
| 454794     | 2015 PZ218 | 11 out 2006 | Kitt Peak     | Spacewatch          | —         | MPC                           |
| 454795     | 2015 PO275 | 10 mar 2011 | Kitt Peak     | Spacewatch          | —         | MPC                           |
| 454796     | 2015 QO7   | 4 abr 2003  | Kitt Peak     | Spacewatch          | —         | MPC                           |
| 454797     | 2015 QM9   | 31 out 2006 | Mount Lemmon  | Mount Lemmon Survey | —         | MPC                           |
| 454798     | 2015 QU10  | 23 abr 2010 | WISE          | WISE                | —         | MPC                           |
| 454799     | 2015 QV10  | 5 set 2010  | Mount Lemmon  | Mount Lemmon Survey | —         | MPC                           |
| 454800     | 2015 RY1   | 12 abr 2010 | Mount Lemmon  | Mount Lemmon Survey | —         | MPC                           |

## 454801–454900
| Designação | Designação | Descoberta  | Descoberta       | Descobridor(es)     | Categoria | Mais informações / Referência |
| Permanente | Provisória | Data        | Local            | Descobridor(es)     | Categoria | Mais informações / Referência |
| ---------- | ---------- | ----------- | ---------------- | ------------------- | --------- | ----------------------------- |
| 454801     | 2015 RK28  | 29 out 2006 | Mount Lemmon     | Mount Lemmon Survey | —         | MPC                           |
| 454802     | 2015 RA34  | 5 jan 2003  | Socorro          | LINEAR              | —         | MPC                           |
| 454803     | 2015 RE38  | 18 nov 2006 | Kitt Peak        | Spacewatch          | —         | MPC                           |
| 454804     | 2015 RH53  | 15 out 2004 | Kitt Peak        | Spacewatch          | —         | MPC                           |
| 454805     | 2015 RY53  | 2 out 2003  | Kitt Peak        | Spacewatch          | —         | MPC                           |
| 454806     | 2015 RH60  | 15 set 2004 | Kitt Peak        | Spacewatch          | —         | MPC                           |
| 454807     | 2015 RS61  | 30 jan 2006 | Kitt Peak        | Spacewatch          | —         | MPC                           |
| 454808     | 2015 RJ73  | 30 out 2005 | Mount Lemmon     | Mount Lemmon Survey | —         | MPC                           |
| 454809     | 2015 RU73  | 20 out 2007 | Kitt Peak        | Spacewatch          | —         | MPC                           |
| 454810     | 2015 RY89  | 7 dez 2004  | Socorro          | LINEAR              | —         | MPC                           |
| 454811     | 2015 RP93  | 20 nov 2003 | Kitt Peak        | Spacewatch          | —         | MPC                           |
| 454812     | 2015 RV94  | 26 set 2005 | Kitt Peak        | Spacewatch          | —         | MPC                           |
| 454813     | 2015 RB96  | 9 out 2004  | Kitt Peak        | Spacewatch          | —         | MPC                           |
| 454814     | 2015 RH99  | 11 nov 2010 | Catalina         | CSS                 | —         | MPC                           |
| 454815     | 2015 RG102 | 26 set 2000 | Anderson Mesa    | LONEOS              | —         | MPC                           |
| 454816     | 2015 RQ102 | 1 nov 2000  | Kitt Peak        | Spacewatch          | Mitidika  | MPC                           |
| 454817     | 2015 RC106 | 30 dez 2008 | Mount Lemmon     | Mount Lemmon Survey | —         | MPC                           |
| 454818     | 2015 RO106 | 1 nov 2007  | Kitt Peak        | Spacewatch          | —         | MPC                           |
| 454819     | 2015 RM107 | 22 dez 2008 | Kitt Peak        | Spacewatch          | —         | MPC                           |
| 454820     | 2015 RH108 | 11 set 2004 | Kitt Peak        | Spacewatch          | —         | MPC                           |
| 454821     | 2015 RH115 | 24 out 2005 | Kitt Peak        | Spacewatch          | —         | MPC                           |
| 454822     | 2015 RT116 | 29 abr 2008 | Kitt Peak        | Spacewatch          | —         | MPC                           |
| 454823     | 2015 RA117 | 29 jan 1995 | Kitt Peak        | Spacewatch          | —         | MPC                           |
| 454824     | 2015 RB117 | 6 nov 2010  | Mount Lemmon     | Mount Lemmon Survey | —         | MPC                           |
| 454825     | 2015 RS118 | 12 set 2001 | Socorro          | LINEAR              | —         | MPC                           |
| 454826     | 2015 RB134 | 7 fev 2008  | Kitt Peak        | Spacewatch          | —         | MPC                           |
| 454827     | 2015 RJ145 | 11 jun 2005 | Kitt Peak        | Spacewatch          | Eos       | MPC                           |
| 454828     | 2015 RH185 | 20 fev 2006 | Kitt Peak        | Spacewatch          | Mitidika  | MPC                           |
| 454829     | 2015 RF193 | 26 jun 2011 | Mount Lemmon     | Mount Lemmon Survey | —         | MPC                           |
| 454830     | 2015 RS201 | 13 abr 2004 | Kitt Peak        | Spacewatch          | —         | MPC                           |
| 454831     | 2015 RU205 | 18 dez 2007 | Mount Lemmon     | Mount Lemmon Survey | —         | MPC                           |
| 454832     | 2015 RZ207 | 31 mar 2008 | Kitt Peak        | Spacewatch          | —         | MPC                           |
| 454833     | 2015 RA209 | 12 dez 2006 | Kitt Peak        | Spacewatch          | —         | MPC                           |
| 454834     | 2015 RM209 | 27 dez 2006 | Mount Lemmon     | Mount Lemmon Survey | —         | MPC                           |
| 454835     | 2015 RW213 | 18 mar 2010 | Mount Lemmon     | Mount Lemmon Survey | —         | MPC                           |
| 454836     | 2015 RY213 | 6 set 2004  | Siding Spring    | SSS                 | —         | MPC                           |
| 454837     | 2015 RB217 | 11 out 1993 | Kitt Peak        | Spacewatch          | —         | MPC                           |
| 454838     | 2015 RS222 | 2 abr 2013  | Mount Lemmon     | Mount Lemmon Survey | —         | MPC                           |
| 454839     | 2015 RB226 | 4 mar 2005  | Kitt Peak        | Spacewatch          | —         | MPC                           |
| 454840     | 2015 RS226 | 15 mar 2007 | Mount Lemmon     | Mount Lemmon Survey | —         | MPC                           |
| 454841     | 2015 RC227 | 26 abr 2006 | Kitt Peak        | Spacewatch          | —         | MPC                           |
| 454842     | 2015 RY227 | 23 nov 2006 | Kitt Peak        | Spacewatch          | Themis    | MPC                           |
| 454843     | 2015 RH228 | 24 set 2000 | Socorro          | LINEAR              | Erigone   | MPC                           |
| 454844     | 2015 RJ233 | 6 nov 2005  | Kitt Peak        | Spacewatch          | —         | MPC                           |
| 454845     | 2015 RW234 | 31 out 2005 | Catalina         | CSS                 | —         | MPC                           |
| 454846     | 2015 RX237 | 24 set 2009 | Kitt Peak        | Spacewatch          | —         | MPC                           |
| 454847     | 2015 RD238 | 26 jan 2006 | Mount Lemmon     | Mount Lemmon Survey | —         | MPC                           |
| 454848     | 2015 RG239 | 18 set 2003 | Kitt Peak        | Spacewatch          | —         | MPC                           |
| 454849     | 2015 RV239 | 9 mai 2005  | Kitt Peak        | Spacewatch          | —         | MPC                           |
| 454850     | 2015 RX239 | 14 mar 2013 | Kitt Peak        | Spacewatch          | —         | MPC                           |
| 454851     | 2015 RF240 | 27 out 2005 | Catalina         | CSS                 | —         | MPC                           |
| 454852     | 2015 RX243 | 2 nov 2000  | Socorro          | LINEAR              | —         | MPC                           |
| 454853     | 2015 RG244 | 27 fev 2012 | Kitt Peak        | Spacewatch          | —         | MPC                           |
| 454854     | 2015 SU5   | 17 out 2010 | Catalina         | CSS                 | —         | MPC                           |
| 454855     | 2015 SN6   | 26 mar 2009 | Kitt Peak        | Spacewatch          | Phocaea   | MPC                           |
| 454856     | 2015 SY9   | 14 jan 2011 | Kitt Peak        | Spacewatch          | Juno      | MPC                           |
| 454857     | 2015 SS10  | 24 out 2005 | Kitt Peak        | Spacewatch          | —         | MPC                           |
| 454858     | 2015 SS12  | 6 ago 2010  | WISE             | WISE                | —         | MPC                           |
| 454859     | 2015 SB13  | 19 mar 2009 | Kitt Peak        | Spacewatch          | Eos       | MPC                           |
| 454860     | 2015 SH16  | 20 nov 2008 | Mount Lemmon     | Mount Lemmon Survey | Erigone   | MPC                           |
| 454861     | 2015 SE18  | 23 out 2004 | Kitt Peak        | Spacewatch          | —         | MPC                           |
| 454862     | 2015 SP18  | 3 out 2006  | Mount Lemmon     | Mount Lemmon Survey | —         | MPC                           |
| 454863     | 2015 SN19  | 8 out 2008  | Mount Lemmon     | Mount Lemmon Survey | —         | MPC                           |
| 454864     | 2015 SU19  | 13 dez 2004 | Campo Imperatore | CINEOS              | —         | MPC                           |
| 454865     | 2015 TE3   | 8 out 2004  | Kitt Peak        | Spacewatch          | —         | MPC                           |
| 454866     | 2015 TF13  | 23 jul 2010 | WISE             | WISE                | —         | MPC                           |
| 454867     | 2015 TK22  | 28 set 2000 | Kitt Peak        | Spacewatch          | —         | MPC                           |
| 454868     | 2015 TB23  | 2 dez 2005  | Kitt Peak        | Spacewatch          | —         | MPC                           |
| 454869     | 2015 TY43  | 14 mar 2010 | Mount Lemmon     | Mount Lemmon Survey | —         | MPC                           |
| 454870     | 2015 TB57  | 10 mai 2002 | Kitt Peak        | Spacewatch          | —         | MPC                           |
| 454871     | 2015 TD62  | 3 out 2010  | Catalina         | CSS                 | —         | MPC                           |
| 454872     | 2015 TZ62  | 9 out 2004  | Kitt Peak        | Spacewatch          | —         | MPC                           |
| 454873     | 2015 TK63  | 26 out 2005 | Kitt Peak        | Spacewatch          | —         | MPC                           |
| 454874     | 2015 TD64  | 17 ago 2009 | Catalina         | CSS                 | —         | MPC                           |
| 454875     | 2015 TZ64  | 1 nov 2005  | Mount Lemmon     | Mount Lemmon Survey | Brangane  | MPC                           |
| 454876     | 2015 TD67  | 12 mar 2007 | Kitt Peak        | Spacewatch          | —         | MPC                           |
| 454877     | 2015 TR68  | 18 nov 2001 | Kitt Peak        | Spacewatch          | —         | MPC                           |
| 454878     | 2015 TU68  | 16 set 2010 | Kitt Peak        | Spacewatch          | —         | MPC                           |
| 454879     | 2015 TH69  | 13 out 2006 | Kitt Peak        | Spacewatch          | —         | MPC                           |
| 454880     | 2015 TX69  | 22 set 2009 | Catalina         | CSS                 | —         | MPC                           |
| 454881     | 2015 TJ72  | 11 dez 2004 | Kitt Peak        | Spacewatch          | Mitidika  | MPC                           |
| 454882     | 2015 TN72  | 11 nov 1999 | Kitt Peak        | Spacewatch          | —         | MPC                           |
| 454883     | 2015 TL75  | 25 set 2006 | Kitt Peak        | Spacewatch          | —         | MPC                           |
| 454884     | 2015 TD76  | 12 mar 2007 | Kitt Peak        | Spacewatch          | —         | MPC                           |
| 454885     | 2015 TE76  | 6 out 2004  | Kitt Peak        | Spacewatch          | —         | MPC                           |
| 454886     | 2015 TW77  | 21 dez 2005 | Catalina         | CSS                 | —         | MPC                           |
| 454887     | 2015 TM78  | 29 out 2010 | Kitt Peak        | Spacewatch          | Brangane  | MPC                           |
| 454888     | 2015 TD79  | 18 dez 2004 | Mount Lemmon     | Mount Lemmon Survey | —         | MPC                           |
| 454889     | 2015 TU79  | 14 out 1998 | Caussols         | ODAS                | —         | MPC                           |
| 454890     | 2015 TL80  | 25 fev 2010 | WISE             | WISE                | —         | MPC                           |
| 454891     | 2015 TR86  | 21 abr 2009 | Kitt Peak        | Spacewatch          | —         | MPC                           |
| 454892     | 2015 TH88  | 21 abr 2009 | Mount Lemmon     | Mount Lemmon Survey | Phocaea   | MPC                           |
| 454893     | 2015 TN89  | 10 out 2004 | Kitt Peak        | Spacewatch          | —         | MPC                           |
| 454894     | 2015 TB90  | 13 out 2006 | Kitt Peak        | Spacewatch          | —         | MPC                           |
| 454895     | 2015 TJ90  | 2 out 1999  | Kitt Peak        | Spacewatch          | Brangane  | MPC                           |
| 454896     | 2015 TQ93  | 31 dez 1999 | Kitt Peak        | Spacewatch          | —         | MPC                           |
| 454897     | 2015 TR95  | 26 set 2006 | Mount Lemmon     | Mount Lemmon Survey | —         | MPC                           |
| 454898     | 2015 TP97  | 9 nov 1999  | Kitt Peak        | Spacewatch          | —         | MPC                           |
| 454899     | 2015 TR99  | 7 out 2004  | Kitt Peak        | Spacewatch          | Brangane  | MPC                           |
| 454900     | 2015 TK102 | 16 out 2006 | Catalina         | CSS                 | —         | MPC                           |

## 454901–455000
| Designação | Designação | Descoberta  | Descoberta       | Descobridor(es)     | Categoria | Mais informações / Referência |
| Permanente | Provisória | Data        | Local            | Descobridor(es)     | Categoria | Mais informações / Referência |
| ---------- | ---------- | ----------- | ---------------- | ------------------- | --------- | ----------------------------- |
| 454901     | 2015 TF103 | 30 jan 2011 | Mount Lemmon     | Mount Lemmon Survey | —         | MPC                           |
| 454902     | 2015 TG103 | 22 out 2006 | Catalina         | CSS                 | —         | MPC                           |
| 454903     | 2015 TA110 | 17 nov 2004 | Siding Spring    | SSS                 | —         | MPC                           |
| 454904     | 2015 TW113 | 14 dez 2004 | Campo Imperatore | CINEOS              | —         | MPC                           |
| 454905     | 2015 TF114 | 20 nov 2004 | Kitt Peak        | Spacewatch          | —         | MPC                           |
| 454906     | 2015 TE122 | 29 fev 2008 | Mount Lemmon     | Mount Lemmon Survey | —         | MPC                           |
| 454907     | 2015 TX129 | 28 ago 2005 | Kitt Peak        | Spacewatch          | —         | MPC                           |
| 454908     | 2015 TA130 | 29 jul 1998 | Caussols         | ODAS                | —         | MPC                           |
| 454909     | 2015 TK131 | 30 nov 2011 | Kitt Peak        | Spacewatch          | —         | MPC                           |
| 454910     | 2015 TB132 | 6 nov 2005  | Mount Lemmon     | Mount Lemmon Survey | —         | MPC                           |
| 454911     | 2015 TE132 | 31 mar 2008 | Kitt Peak        | Spacewatch          | —         | MPC                           |
| 454912     | 2015 TM133 | 27 fev 2006 | Mount Lemmon     | Mount Lemmon Survey | —         | MPC                           |
| 454913     | 2015 TT135 | 9 jan 2006  | Kitt Peak        | Spacewatch          | —         | MPC                           |
| 454914     | 2015 TC136 | 12 mar 1996 | Kitt Peak        | Spacewatch          | —         | MPC                           |
| 454915     | 2015 TJ136 | 14 mai 2004 | Kitt Peak        | Spacewatch          | —         | MPC                           |
| 454916     | 2015 TN136 | 21 jul 2006 | Mount Lemmon     | Mount Lemmon Survey | Phocaea   | MPC                           |
| 454917     | 2015 TX137 | 25 dez 2010 | Mount Lemmon     | Mount Lemmon Survey | —         | MPC                           |
| 454918     | 2015 TW139 | 2 dez 2010  | Kitt Peak        | Spacewatch          | —         | MPC                           |
| 454919     | 2015 TR146 | 13 out 2004 | Kitt Peak        | Spacewatch          | —         | MPC                           |
| 454920     | 2015 TR147 | 7 mai 2006  | Kitt Peak        | Spacewatch          | —         | MPC                           |
| 454921     | 2015 TV147 | 17 out 2006 | Mount Lemmon     | Mount Lemmon Survey | —         | MPC                           |
| 454922     | 2015 TH150 | 28 ago 2006 | Kitt Peak        | Spacewatch          | —         | MPC                           |
| 454923     | 2015 TR151 | 10 mar 2007 | Kitt Peak        | Spacewatch          | —         | MPC                           |
| 454924     | 2015 TE153 | 14 set 2005 | Kitt Peak        | Spacewatch          | —         | MPC                           |
| 454925     | 2015 TP154 | 4 set 2008  | Kitt Peak        | Spacewatch          | —         | MPC                           |
| 454926     | 2015 TL155 | 28 set 2011 | Mount Lemmon     | Mount Lemmon Survey | —         | MPC                           |
| 454927     | 2015 TU157 | 29 ago 2005 | Kitt Peak        | Spacewatch          | —         | MPC                           |
| 454928     | 2015 TV157 | 21 fev 2007 | Mount Lemmon     | Mount Lemmon Survey | —         | MPC                           |
| 454929     | 2015 TG158 | 21 out 2008 | Mount Lemmon     | Mount Lemmon Survey | —         | MPC                           |
| 454930     | 2015 TS158 | 18 abr 2009 | Kitt Peak        | Spacewatch          | —         | MPC                           |
| 454931     | 2015 TC159 | 19 fev 2010 | WISE             | WISE                | —         | MPC                           |
| 454932     | 2015 TG159 | 2 abr 2005  | Mount Lemmon     | Mount Lemmon Survey | —         | MPC                           |
| 454933     | 2015 TB162 | 15 jun 2010 | Mount Lemmon     | Mount Lemmon Survey | —         | MPC                           |
| 454934     | 2015 TC169 | 15 abr 2007 | Catalina         | CSS                 | —         | MPC                           |
| 454935     | 2015 TG171 | 15 dez 2001 | Socorro          | LINEAR              | —         | MPC                           |
| 454936     | 2015 TL175 | 9 abr 2010  | Mount Lemmon     | Mount Lemmon Survey | —         | MPC                           |
| 454937     | 2015 TL176 | 17 nov 2011 | Kitt Peak        | Spacewatch          | —         | MPC                           |
| 454938     | 2015 TN177 | 21 ago 2008 | Kitt Peak        | Spacewatch          | —         | MPC                           |
| 454939     | 2015 TZ177 | 20 nov 2007 | Mount Lemmon     | Mount Lemmon Survey | —         | MPC                           |
| 454940     | 2015 TD180 | 11 dez 2004 | Kitt Peak        | Spacewatch          | —         | MPC                           |
| 454941     | 2015 TJ180 | 23 out 1997 | Kitt Peak        | Spacewatch          | —         | MPC                           |
| 454942     | 2015 TL184 | 31 dez 1999 | Kitt Peak        | Spacewatch          | —         | MPC                           |
| 454943     | 2015 TY187 | 8 out 2010  | Kitt Peak        | Spacewatch          | —         | MPC                           |
| 454944     | 2015 TS188 | 31 out 2010 | Kitt Peak        | Spacewatch          | —         | MPC                           |
| 454945     | 2015 TH191 | 1 nov 2008  | Mount Lemmon     | Mount Lemmon Survey | —         | MPC                           |
| 454946     | 2015 TY191 | 23 set 2008 | Mount Lemmon     | Mount Lemmon Survey | Mitidika  | MPC                           |
| 454947     | 2015 TE192 | 17 set 1998 | Caussols         | ODAS                | —         | MPC                           |
| 454948     | 2015 TJ192 | 29 ago 2011 | Siding Spring    | SSS                 | —         | MPC                           |
| 454949     | 2015 TK192 | 29 mar 2008 | Kitt Peak        | Spacewatch          | —         | MPC                           |
| 454950     | 2015 TZ192 | 14 set 2007 | Mount Lemmon     | Mount Lemmon Survey | —         | MPC                           |
| 454951     | 2015 TJ193 | 29 abr 2008 | Kitt Peak        | Spacewatch          | —         | MPC                           |
| 454952     | 2015 TM193 | 17 nov 2011 | Mount Lemmon     | Mount Lemmon Survey | —         | MPC                           |
| 454953     | 2015 TO193 | 25 dez 2005 | Kitt Peak        | Spacewatch          | —         | MPC                           |
| 454954     | 2015 TK196 | 5 dez 2005  | Kitt Peak        | Spacewatch          | —         | MPC                           |
| 454955     | 2015 TA197 | 28 set 2006 | Mount Lemmon     | Mount Lemmon Survey | —         | MPC                           |
| 454956     | 2015 TN197 | 30 out 2010 | Mount Lemmon     | Mount Lemmon Survey | —         | MPC                           |
| 454957     | 2015 TY197 | 6 abr 2008  | Kitt Peak        | Spacewatch          | —         | MPC                           |
| 454958     | 2015 TJ198 | 7 out 1996  | Kitt Peak        | Spacewatch          | —         | MPC                           |
| 454959     | 2015 TK198 | 8 out 2004  | Kitt Peak        | Spacewatch          | —         | MPC                           |
| 454960     | 2015 TB199 | 20 nov 2008 | Kitt Peak        | Spacewatch          | Mitidika  | MPC                           |
| 454961     | 2015 TH199 | 10 jul 2007 | Siding Spring    | SSS                 | —         | MPC                           |
| 454962     | 2015 TM200 | 10 out 2004 | Socorro          | LINEAR              | —         | MPC                           |
| 454963     | 2015 TP202 | 17 set 2004 | Socorro          | LINEAR              | —         | MPC                           |
| 454964     | 2015 TZ202 | 29 out 2005 | Catalina         | CSS                 | —         | MPC                           |
| 454965     | 2015 TF203 | 11 out 1997 | Kitt Peak        | Spacewatch          | —         | MPC                           |
| 454966     | 2015 TQ204 | 29 set 2000 | Anderson Mesa    | LONEOS              | —         | MPC                           |
| 454967     | 2015 TS204 | 9 out 2004  | Socorro          | LINEAR              | —         | MPC                           |
| 454968     | 2015 TU204 | 3 nov 2004  | Kitt Peak        | Spacewatch          | —         | MPC                           |
| 454969     | 2015 TV204 | 1 jun 1997  | Kitt Peak        | Spacewatch          | —         | MPC                           |
| 454970     | 2015 TD205 | 16 mar 2007 | Mount Lemmon     | Mount Lemmon Survey | —         | MPC                           |
| 454971     | 2015 TE206 | 8 out 2004  | Kitt Peak        | Spacewatch          | —         | MPC                           |
| 454972     | 2015 TL207 | 3 set 2008  | Kitt Peak        | Spacewatch          | —         | MPC                           |
| 454973     | 2015 TU208 | 14 set 2009 | Catalina         | CSS                 | —         | MPC                           |
| 454974     | 2015 TV208 | 3 jul 2005  | Kitt Peak        | Spacewatch          | —         | MPC                           |
| 454975     | 2015 TF209 | 30 dez 2005 | Mount Lemmon     | Mount Lemmon Survey | —         | MPC                           |
| 454976     | 2015 TG209 | 15 set 2004 | Kitt Peak        | Spacewatch          | —         | MPC                           |
| 454977     | 2015 TX209 | 30 dez 2008 | Mount Lemmon     | Mount Lemmon Survey | —         | MPC                           |
| 454978     | 2015 TU210 | 18 set 2003 | Kitt Peak        | Spacewatch          | —         | MPC                           |
| 454979     | 2015 TC211 | 16 mar 2007 | Kitt Peak        | Spacewatch          | —         | MPC                           |
| 454980     | 2015 TA214 | 26 set 2006 | Kitt Peak        | Spacewatch          | —         | MPC                           |
| 454981     | 2015 TS219 | 7 mar 2008  | Kitt Peak        | Spacewatch          | —         | MPC                           |
| 454982     | 2015 TU219 | 22 dez 2008 | Mount Lemmon     | Mount Lemmon Survey | —         | MPC                           |
| 454983     | 2015 TG221 | 4 nov 1999  | Kitt Peak        | Spacewatch          | —         | MPC                           |
| 454984     | 2015 TT223 | 11 out 1977 | Palomar          | PLS                 | —         | MPC                           |
| 454985     | 2015 TC224 | 20 dez 2004 | Mount Lemmon     | Mount Lemmon Survey | Mitidika  | MPC                           |
| 454986     | 2015 TJ224 | 16 set 2003 | Kitt Peak        | Spacewatch          | —         | MPC                           |
| 454987     | 2015 TS229 | 5 dez 2002  | Socorro          | LINEAR              | —         | MPC                           |
| 454988     | 2015 TG231 | 29 out 2006 | Catalina         | CSS                 | —         | MPC                           |
| 454989     | 2015 TV231 | 21 set 2004 | Anderson Mesa    | LONEOS              | —         | MPC                           |
| 454990     | 2015 TZ232 | 19 mar 2009 | Kitt Peak        | Spacewatch          | —         | MPC                           |
| 454991     | 2015 TG233 | 2 mar 2006  | Kitt Peak        | Spacewatch          | —         | MPC                           |
| 454992     | 2015 TY233 | 10 out 2005 | Catalina         | CSS                 | —         | MPC                           |
| 454993     | 2015 TG241 | 21 nov 2009 | Mount Lemmon     | Mount Lemmon Survey | —         | MPC                           |
| 454994     | 2015 TE242 | 11 ago 2007 | Anderson Mesa    | LONEOS              | —         | MPC                           |
| 454995     | 2015 TV242 | 15 dez 2004 | Kitt Peak        | Spacewatch          | —         | MPC                           |
| 454996     | 2015 TM243 | 20 out 1998 | Caussols         | ODAS                | —         | MPC                           |
| 454997     | 2015 TP243 | 5 out 2004  | Kitt Peak        | Spacewatch          | —         | MPC                           |
| 454998     | 2015 TQ243 | 14 mar 2007 | Kitt Peak        | Spacewatch          | Brangane  | MPC                           |
| 454999     | 2015 TH246 | 25 ago 2001 | Kitt Peak        | Spacewatch          | —         | MPC                           |
| 455000     | 2015 TD248 | 30 mar 2008 | Kitt Peak        | Spacewatch          | Brangane  | MPC                           |